# Контрпартизанская война

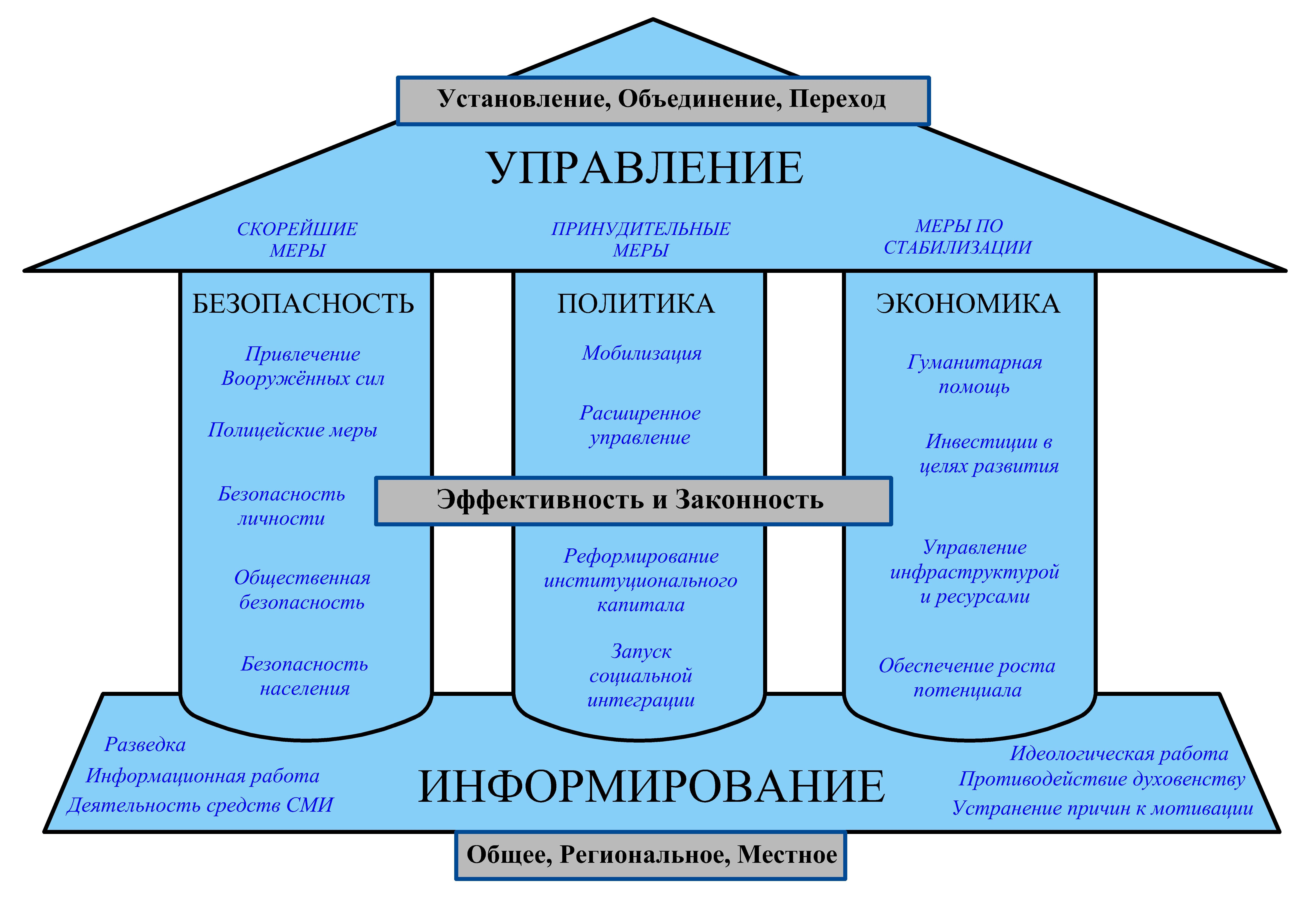
«Три столпа» в контрпартизанской войне (Безопасность, Политика и Экономика).
Репродукция схемы из доклада эксперта Килкаллен, Дэвид, на государственной конференции посвящённой контрпартизанской войне.
Вашингтон, США, сентябрь 2006 года

Контрпартизанская война (борьба), или в англоязычных источниках COIN (англ. counterinsurgency) — форма организации вооружённого противостояния и иных мероприятий, не связанных с непосредственным ведением боевых действий, которые предпринимает государство, его вооружённые силы, спецслужбы и правоохранительные органы в борьбе с партизанскими, повстанческими или нерегулярными формированиями.
Организационные наработки, посвящённые контрпартизанским и антиповстанческим действиям, известны человечеству с древнейших времён, при этом многие из них до сих пор не утратили актуальности. Впервые формальное определение данного понятия появилось в уставе корпуса морской пехоты США FM 31-11 «Операции против партизанских сил», который создавался на основе опыта боевых действий во Вьетнаме. Одной из основных особенностей, определяющих выбор стратегии действий против партизанских формирований, является их изменчивая децентрализованная структура, в которой зачастую отсутствует чётко выраженная иерархия с единым командным центром. На основе полученного опыта почти всегда отмечается превалирующая роль органов сбора и анализа информации (разведслужб), а также высокая эффективность нетрадиционных методов ведения войны. Поскольку действия партизан по своей сути гораздо ближе к криминальной активности организованных преступных группировок, то и противодействие им осуществляется не методами военной разведки, а следственно-розыскными мероприятиями, типичными для полицейского делопроизводства.
Вместе с тем некоторые эксперты считают, что в армиях западных стран не уделяется должного внимания подготовке к нетрадиционным войнам и присутствует непропорциональный перекос в сторону традиционных. Одним из следствий такой политики называют ход кампании в Ираке, когда первый этап, связанный с разгромом регулярных вооружённых сил, занял 23 дня (с момента, когда силы коалиции пересекли иракскую границу до последних дней битвы за Багдад, фактически закончившейся к 10 апреля 2003 года), а период противостояния местным инсургентам затянулся на 1700 дней.

## Основные положения

Картина «Третье мая 1808 года в Мадриде» художника Ф. Гойи, посвящённая подавлению антиправительственных выступлений французами

Партизанская война является превалирующим видом ведения современных боевых действий начиная с 1949 года. Это проистекает из того факта, что партизанско-повстанческая форма сопротивления обладает некоторыми серьёзными преимуществами, например — невысоким уровнем ответственности, сильной мотивированностью руководства, возможностью применять насилие без соблюдения необходимых формальностей, возможностью навязывать время и место боевых действий и т. д. Считается, что для успешного противостояния партизанскому (повстанческому) движению предпринимаемые военные меры должны опираться на комплекс политических и экономических преобразований в стране. В этом смысле контрпартизанская тактика становится одним из элементов комплексного воздействия на ту сторону конфликта, которая избрала для решения своих задач тактику партизанской войны. Другими аспектами воздействия могут быть:
- политический элемент — через поиск политического консенсуса для достижения примирения в обществе в целом,
- экономический элемент — через обеспечение стабильного экономического роста, который, через уменьшение безработицы, снижает количество недовольных среди молодёжи (потенциальных рекрутов для повстанцев),
- информационный элемент — через разведывательную и пропагандистскую работу в различных слоях общества,
- элемент безопасности — через обеспечение нормально функционирующих правоохранительной и судебной систем, механизмов гражданского общества и т. п.

Кроме этого, современный опыт противостояния мировых сверхдержав с разного рода партизанскими движениями заставил пересмотреть традиционное понимание критериев успешности военных действий. По мнению многих специалистов, понятие «победа в партизанской войне» уже не может рассматриваться как частный случай термина «победа в войне» в его классической формулировке, данной Клаузевицем.
Нередко отмечается, что иногда крайне трудно провести чёткую линию между партизанской и террористической деятельностью, однако, по мнению теоретика партизанской войны Мао Цзэдуна, террорист отличается от партизана тем, что он не прикладывает усилий к обеспечению безопасности окружающего общества, в то время как партизан живёт в обществе и черпает из него свои силы.

## Исторический очерк
Многие исследователи отмечают, что уже со времён появления первых государственных образований для решения своих задач им приходилось вступать в вооружённые конфликты с различными иррегулярными формированиями, то есть — вести боевые действия, характер которых попадает под современное определение контрпартизанской борьбы.

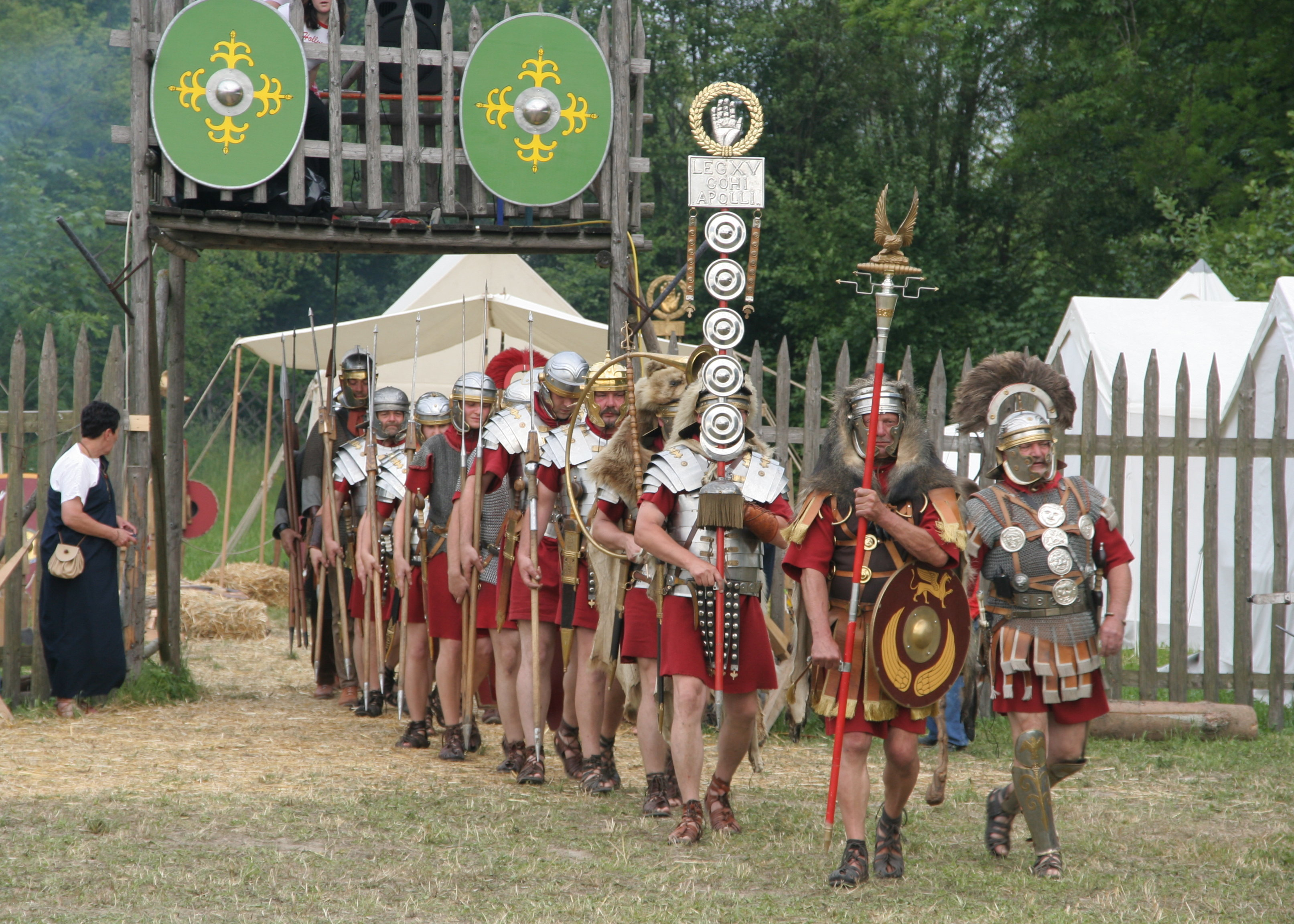
Римские легионеры покидают лагерь (реконструкция)

В качестве одного из наиболее древних примеров можно упомянуть Древний Китай, где искусство ведения непрямых боевых действий формировалось под влиянием крестьянских восстаний и народных волнений. Древние греки регулярно задействовали свои вооружённые силы для подавления сопротивления рабов. Также сохранились данные, что Александр Македонский во время своих походов использовал контрпартизанскую тактику, противопоставляя налётам скифской конницы свою манёвренную лёгкую пехоту. Имеются сведения о том, что Ганнибал при переходе через Альпы столкнулся с ожесточённым сопротивлением местных племён, потомками которых считают нынешних швейцарцев. Римским легионам приходилось бороться с выступлениями местного населения практически повсеместно на огромных территориях Западной Европы и Северной Африки, причём в данном аспекте выделяется противостояние профессиональной римской армии и германских племён. В ходе мирных контактов и боевых столкновений германцы быстро поняли слабости римской организационной структуры, которая была оптимизирована под генеральные сражения с регулярными войсками. Это позволило германцам эффективно противодействовать римской армии, используя навыки скрытности, хорошего знания местности и тактику малой войны. При неизбежности открытого боя германцы пытались навязать его там, где затруднительно выдерживать сомкнутое линейное построение, например, на пересечённой или лесистой местности. Кульминацией этого эпизода римской истории стала битва в Тевтобургском Лесу, которая закончилась для римлян полным разгромом. Тем не менее, оправившись от драматических потерь, римляне смогли сделать выводы из полученного урока, реорганизоваться и совершить несколько карательных экспедиций в глубь германских земель и взять реванш у германцев в битве при Идиставизо. Однако, несмотря на то, что германцам не посчастливилось больше повторить свой успех, Риму так и не удалось вернуть под свою власть территории к востоку от Рейна.
Одними из первых в античном мире, кто начал систематически применять методы противопартизанской борьбы, считаются византийцы. Их стратегия широко использовала политические интриги для введения повстанцев в заблуждение и внесения раздора в их ряды. При этом в противопартизанских акциях византийские войска опирались на использование цепочек пограничных опорных пунктов (крепостей) для контроля за окрестностями в сочетании с лояльными отрядами местного ополчения при поддержке высокомобильных резервов.
Заметим, что восприятие нетрадиционных боевых действий достаточно сильно различалось в различных культурно-географических регионах планеты. Например, древнекитайский военный теоретик Сунь-Цзы указывал, что цели войны могут быть достигнуты различными методами, формы прямого и непрямого её ведения должны разумно дополнять друг друга, а искусство обмана лежит в основе всего. С другой стороны, ввиду того, что нетрадиционные боевые действия всегда и во все времена отличались особой жестокостью, в западной историографии их часто связывали с чистым варварством, не соотнося с ведением войны и воинским ремеслом вообще.
Начиная с Ренессанса в Западной Европе ведение боевых действий подверглось формализации и начало подчиняться неким неписаным правилам, однако в Восточной Европе нетрадиционные методы продолжали развиваться и активно применяться казачьими общинами и татарскими племенами. С завершением эпохи Великих географических открытий европейские колонисты всё чаще были вынуждены прибегать к противопартизанским методам в войнах с коренным населением открытых территорий. В частности, и французы, и британцы встретили в лице североамериканских индейцев весьма опасного противника. Однако, систематическое и скрупулёзное изучение привычек аборигенов позволило выявить целый ряд их слабостей и недостатков. Например, один из швейцарских офицеров на английской службе полковник Генри Буке (англ. Henry Bouquet) выделил три руководящих принципа в соответствии с которыми индейцы выстраивали свою тактику: во-первых, они всегда действовали россыпью в расчленённом строю; во-вторых, пытаясь атаковать, они почти всегда стремились окружить противника; в-третьих, чувствуя угрозу, они всегда были готовы оставить свою территорию, чтобы вернуться когда угроза минует. Некоторые из обнаруженных проблем, например — недостаток дисциплины у индейских отрядов и пренебрежение боевым охранением сыграли против них фатальную роль. Тем не менее, европейцы переняли многое из боевых традиций аборигенов, а наработанный в стычках с ними боевой опыт был тщательно изучен, систематизирован и послужил для организации таких формирований, как например рейнджеры Роджерса. В дальнейшем эти наработки активно применялись в войне за независимость против Британской Империи, однако многие исследователи в этом противостоянии отводят решающую роль элементам психологической войны. Распространение книг и всеобщей грамотности позволило манипулировать британским общественным мнением с помощью таких документов, как Декларация независимости США или памфлет Томаса Пейна «Здравый смысл».

### XIX век

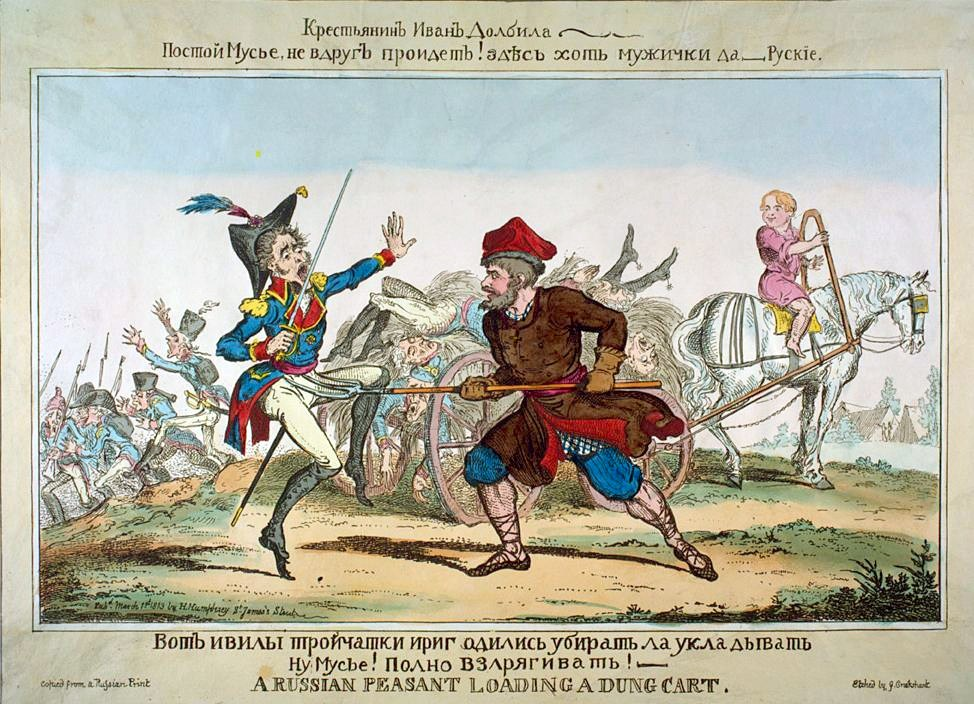
Война русского народа против французов на карикатуре британца Крукшенка (1813 год)

Мастером нетрадиционных методов организации боя считался герцог Веллингтон, который приобрёл бесценный опыт в колониальных войнах на территории Индии и во время Пиренейской кампании. Наполеон вынужден был выделять значительные силы для противодействия летучим отрядам русских партизан во время вторжения в Российскую империю (см. партизанское движение в Отечественной войне 1812 года).
Рассматривая труды военных теоретиков тех времён, отмечают, что Карл Клаузевиц затронул в своих работах данную тематику лишь походя, значительно большее внимание ей уделил Генрих Жомини, который был свидетелем разгрома армии Наполеона в России.
В следующий раз после неудачного похода на Москву французская армия испытала на себе партизанскую активность во время вторжения в Алжир в 1830-х (см. французское завоевание Алжира). Победы удалось добиться только после череды позорных поражений благодаря пересмотру традиционной тактики, проведённому генералом Бюжо. Взяв на себя командование в Алжире, он сделал обыденным явлением внезапные и опустошительные рейды по территориям враждебных племён, уничтожая урожаи, угоняя скот и отбирая имущество местного населения. При этом лояльные племена получали всяческую поддержку и защиту французской армии, что иногда вызывало панику у европейских гражданских поселенцев. В то же самое время, используя шпионаж за лидерами местечковых элит, искусно стравливая их друг с другом, французской колониальной администрации в конце концов удалось обернуть ход действий в свою пользу.
В конце XIX века испанская армия столкнулась с активным партизанским движением во время войны за независимость на острове Куба. Испанский генерал Валериано Вейлер-и-Николау смог добиться некоторых успехов только осознав, что повстанческое движение опирается на поддержку широких слоёв кубинского населения. Для того чтобы отделить партизан от простых граждан, была создана сеть так называемых «реконцентрационных лагерей», куда к концу 1898 года было перемещено около 300 тысяч человек. В течение короткого времени эти места превратились в рассадники антисанитарии и болезней, что в сочетании с плохими условиями содержания привело к массовой гибели людей. Неизбирательное применение драконовских методов вызвало широкий общественный резонанс, который имел катастрофические политические последствия для испанского правительства и послужил поводом для вступления в войну США на стороне кубинских повстанцев.
После победы над испанцами Куба и Филиппины были взяты американскими войсками под свой контроль, что сделало целью партизанских действий уже их самих (см. филиппино-американская война). На Филиппинах ведение традиционной войны осложнялось гористым рельефом местности, который затруднял снабжение американских войск. Первое время борьба шла с переменным успехом, причём обе стороны не пренебрегали зверствами по отношению друг к другу и к местному населению. С прибытием на Филиппины генерала Макартура для эффективного противостояния партизанам были сформированы отряды филиппинских скаутов. Поскольку против американцев выступали в основном представители тагальской части населения Филиппин, то при комплектовании данных формирований отдавалось предпочтение представителям тех этнических групп, которые имели враждебные отношения с тагалами. При поддержке регулярной американской армии филиппинские скауты сами начали активно применять партизанскую тактику против восставших, однако решающее поражение повстанцам удалось нанести только после длительной войны на истощение, которая включала в себя установление жёсткого контроля за жизнью гражданского общества.

### Первая половина XX века

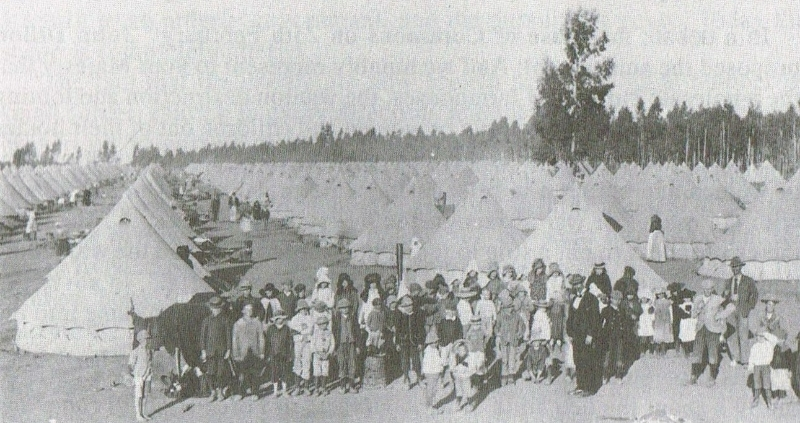
Концентрационный лагерь в Южной Африке

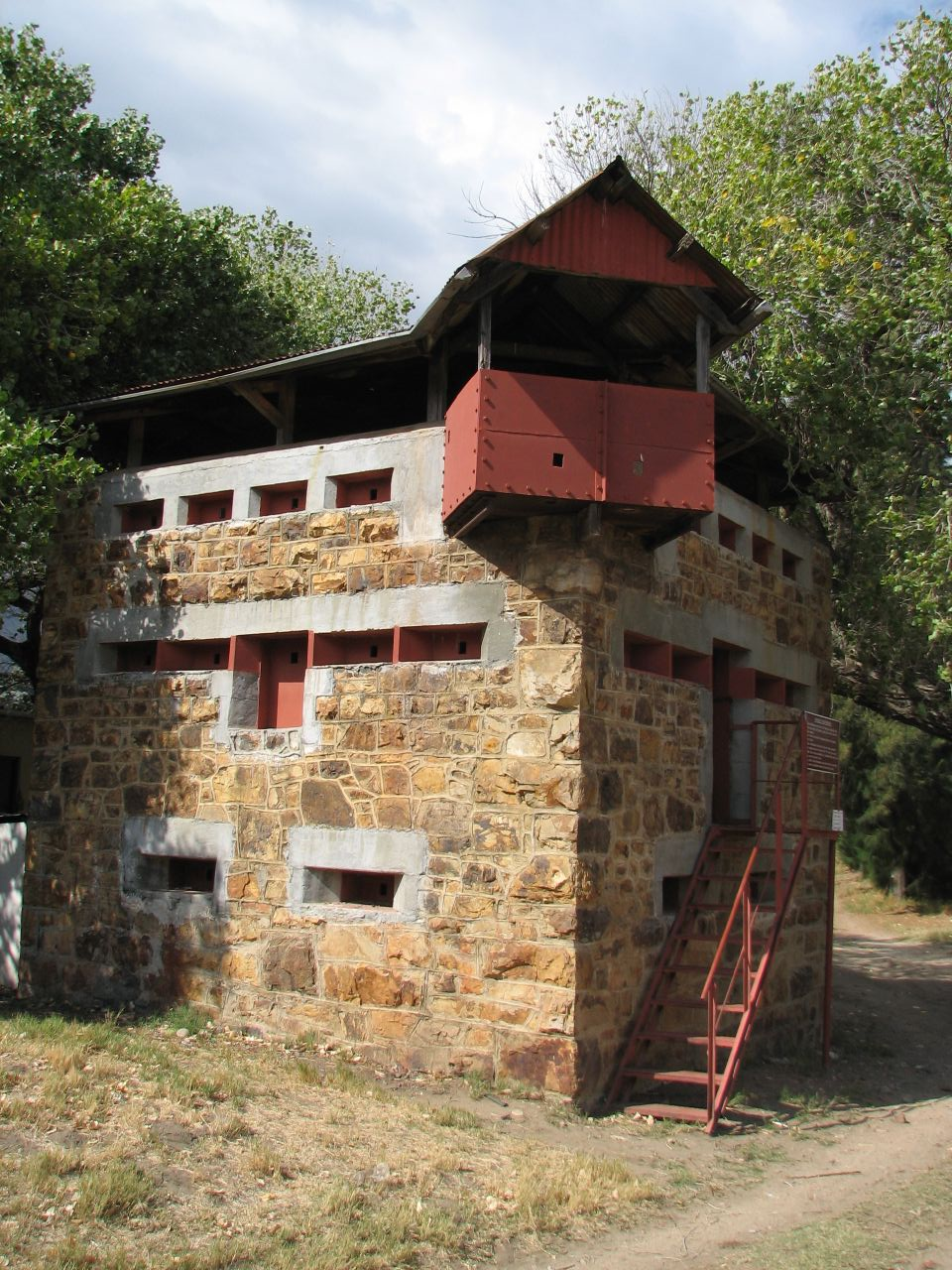
Один из немногих оставшихся в сохранности блокгаузов британской армии

К началу XX века переход передовых стран на формирование массовых армий мобилизационного образца резко повысил зависимость войск от путей снабжения и тыловых структур. Это заложило основы для нового витка в развитии теории нетрадиционных боевых действий, красочной иллюстрацией которого можно назвать англо-бурскую войну. Понеся значительные потери на первом этапе противостояния с регулярными войсками Британской империи, буры были вынуждены изменить тактику. Пользуясь своим преимуществом в знании местности и поддержкой населения, они приступили к активным партизанским действиям на коммуникациях британских частей. В качестве ответных мер англичане обогатили арсенал нетрадиционных войн целым рядом нововведений, наиболее известными из которых стала система блокгаузов на линиях снабжения и концентрационные лагеря для подозреваемых в пособничестве партизанам, через которые прошло около половины белого населения бурских республик. Широкое распространение в войсках Великобритании и её доминионов (австралийских, канадских и т. п.) получило обыкновение уничтожать взятых в плен буров. В дополнение к этому повсеместное применение тактики выжженной земли с опорой на местные элементы позволило в корне подорвать способность бурских общин к какому-либо сопротивлению.
Разительным контрастом по сравнению с действиями англичан выглядит стратегия французского генерала Юбера Лиоте, которую он использовал для «умиротворения» Алжира и Мадагаскара. По его мнению, успешность борьбы с сопротивлением местного населения основана на завоевании его благосклонности путём социальных преобразований и качественного улучшения уровня жизни. Именно такими методами был установлен мир сначала в северной части острова Мадагаскар, а затем и в южных его районах. В дальнейшем практический опыт таких действий был систематизирован генералом Лиоте в статье «Du rôle colonial de l’armée» (О колониальной роли армии).
Характер боевых действий Первой мировой войны не оставил много места для контрпартизанских действий, так как враждующие стороны прибегали к партизанской тактике не слишком часто; эпизодическое её использование зафиксировано на территории некоторых британских колоний. Особенно успешными в этом отношении были признаны действия кайзеровского генерала Пауля фон Леттов-Форбека в Восточной Африке, который, осознавая второстепенность африканского театра военных действий, пытался оттянуть на него максимум британских сил с Западного фронта. Для этого его небольшая армия в течение многих лет терроризировала британские гарнизоны Мозамбика, Кении и Родезии, заставив отвлечь на малопродуктивную контрпартизанскую борьбу значительные силы.

#### Гражданская война в России
Во время Гражданской войны в России появился целый ряд прикладных наработок по борьбе с повстанческими и партизанскими выступлениями, например — тактика окружения и прочёсывания районов, создание специализированных летучих и истребительных формирований, задействование артиллерии и авиации и т. д. При этом взаимное ожесточение принимало крайние формы и враждующие стороны ни в чём себя не ограничивали при борьбе с инсургентами. Не редкостью были ситуации, когда карательные меры против мирного населения, поддерживающего повстанцев, были бюрократически оформлены в виде чётких служебных инструкций. Например, во время крестьянских выступлений под Тамбовом, приказом № 116 от 23 июня 1921 года Антонов-Овсеенко и Тухачевский постановили:

…Жителям даётся два часа срока на выдачу бандитов и оружия, а также бандитских семей, и население ставится в известность, что в случае отказа дать упомянутые сведения взятые заложники через два часа будут расстреляны. Если население не указало бандитов и не выдало оружие по истечении 2-часового срока, сход собирается вторично и взятые заложники на глазах у населения расстреливаются, после чего берутся новые заложники и собравшимся на сход вторично предлагается выдать бандитов и оружие…
— РГВА. Ф.235. Оп.2. Д.13. Л.25. Заверенная копия.
С другой стороны, в качестве характерного примера подобных указаний белогвардейцев историк В. Ж. Цветков приводит Приказ № 2431 коменданта Макеевского округа есаула Жирова от 11 ноября 1918 г., гласивший:

Рабочих арестовывать запрещаю, а приказываю расстреливать или вешать… всех арестованных рабочих повесить на главной улице и не снимать три дня…, за убитого казака приказываю в деревне Степановке повесить десять жителей, наложить контрибуцию 200 тысяч рублей; за пленение офицера сжечь всю деревню. Приказываю самым беспощадным образом усмирить рабочих и ещё лучше повесить на трое суток десятого человека из всех пойманных.
Впрочем, историк писал, что, хотя в результате данного приказа в Юзовке были публично казнены лишь трое рабочих, общественное мнение Юга России резко осудило подобные действия: приказ получил широкую огласку, комендант Жиров был смещён с должности, было проведено служебное расследование, доказавшее, что казнённые действительно состояли в подпольной организации.

#### Межвоенный период

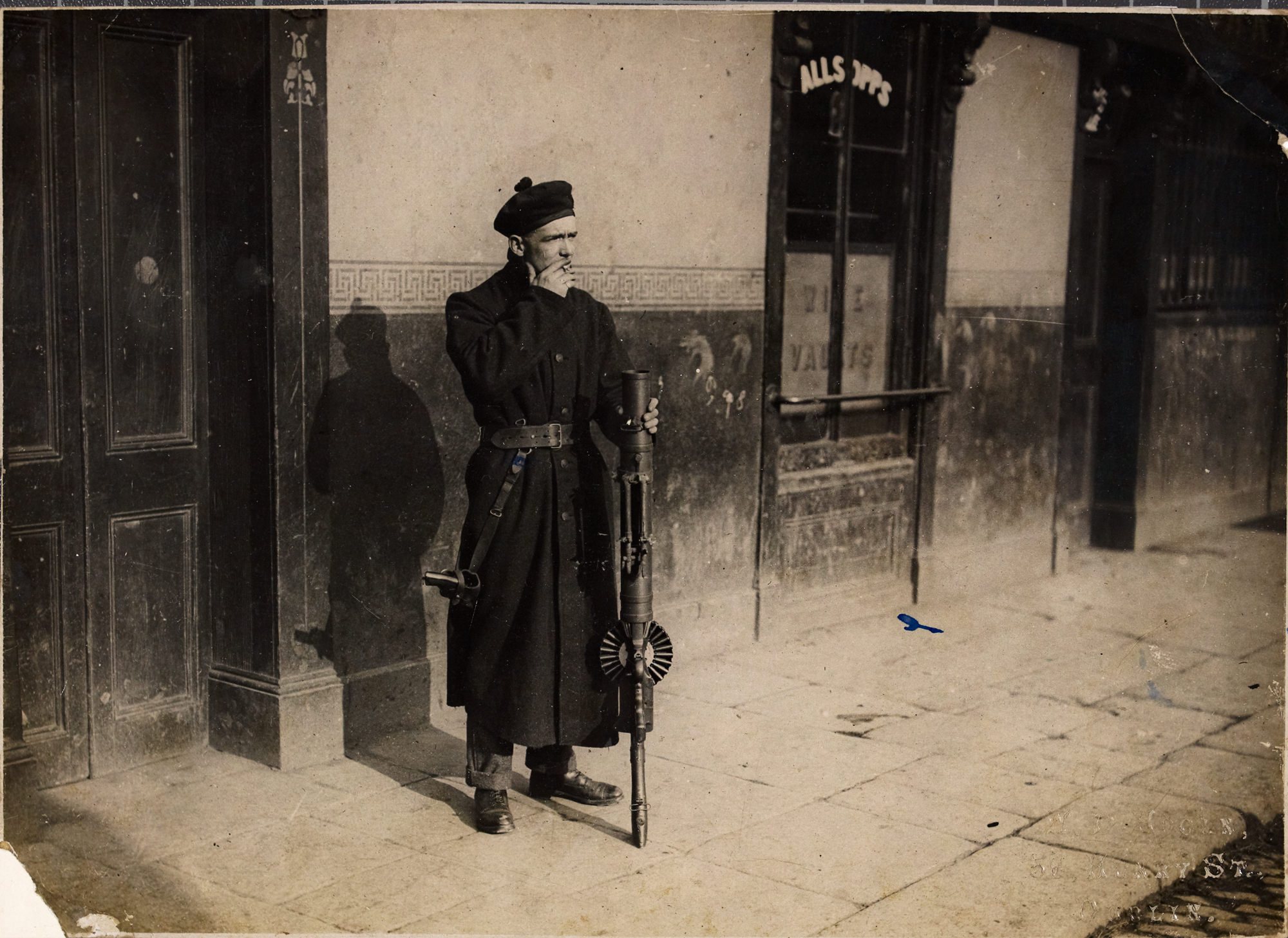
Ирландский «чёрно-коричневый» с пулемётом Льюиса в Дублине,
февраль, 1921

Практически сразу же после окончания Первой мировой войны британской государственной машине пришлось иметь дело с гражданским неповиновением в Ирландии, которое дало толчок к войне за независимость в 1919—1921 годах. Особенностью этого периода стал тот факт, что ирландские революционеры наиболее активно выступали в окрестностях крупных городов: Белфаста, Дублина и др.. В те времена партизанским действиям в урбанизированной местности ещё не было придумано названия, но во второй половине XX века появился популярный смысловой оборот «городская герилья». Репрессии английского правительства начались с запрещения не только таких военизированных организаций, как «Ирландские добровольцы» и «Совет ирландских женщин», но даже некоторых политических партий (Шинн Фейн). Ирландия перешла на управление в режиме военного времени, некоторые территории были объявлены специальными военными зонами (англ. Special Military Areas), где армейская администрация имела расширенные полномочия. Для противодействия Ирландской республиканской армии были учреждены Резервные силы королевской полиции (англ. Royal Irish Constabulary Reserve Force), которые комплектовались бывшими ветеранами Первой мировой войны. Под неформальным названием «чёрно-коричневые» (англ. Black and Tans) данные подразделения приобрели печальную известность своей неизбирательной жестокостью по отношению к местному населению. Как типичный пример, западную прессу и историографию обошло высказывание британского подполковника Джеральда Смита (17 июля 1920 года):

…Если полицейская казарма окажется неподходящей или будет сожжена, тогда лучший дом в окрестностях должен быть конфискован, а его жителей — вышвырнуть в канаву. Пусть мрут там, и чем больше, тем лучше. Полицейским и военным — вести патрулирование не реже пяти раз в неделю. Им не следует ограничиваться главными дорогами, а уделять внимание всей местности, прячась в засадах, и, если появится кто-то из местных — следует крикнуть «Руки вверх!». Если приказ сразу же не выполнен — стрелять на поражение. Если кто-то приближается, пряча руки в карманах, или выглядит подозрительно — открывайте огонь. Ошибки не исключены и невинные могут пострадать, но тут уж ничего не поделаешь. Чем больше вы будете стрелять, тем лучше. Я вас заверяю — ни один полицейский не будет иметь проблем из-за стрельбы по местным…
Оригинальный текст (англ.)If a police barracks is burned or if the barracks already occupied is not suitable, then the best house in the locality is to be commandeered, the occupants thrown into the gutter. Let them die there - the more the merrier. Police and military will patrol the country at least five nights a week. They are not to confine themselves to the main roads, but make across the country, lie in ambush and, when civilians are seen approaching, shout "Hands up!" Should the order be not immediately obeyed, shoot and shoot with effect. If the persons approaching carry their hands in their pockets, or are in any way suspicious-looking, shoot them down. You may make mistakes occasionally and innocent persons may be shot, but that cannot be helped... The more you shoot, the better I will like you, and I assure you no policeman will get into trouble for shooting any man ...
— 
В межвоенный период появился ряд фундаментальных трудов, посвящённых обобщению и систематизации опыта ведения нетрадиционных боевых действий; одним из самых значимых считают работу Мао Цзэдуна «Партизанская война», в которой чисто военные аспекты противостояния увязывались с политическими и организационными, многократно подчёркивалась ценность пропагандистской работы с населением, важность обманных действий и фактора внезапности в сравнении с традиционными военными методами, которые опирались на дисциплину, огневую мощь и манёвр.

### Вторая мировая война

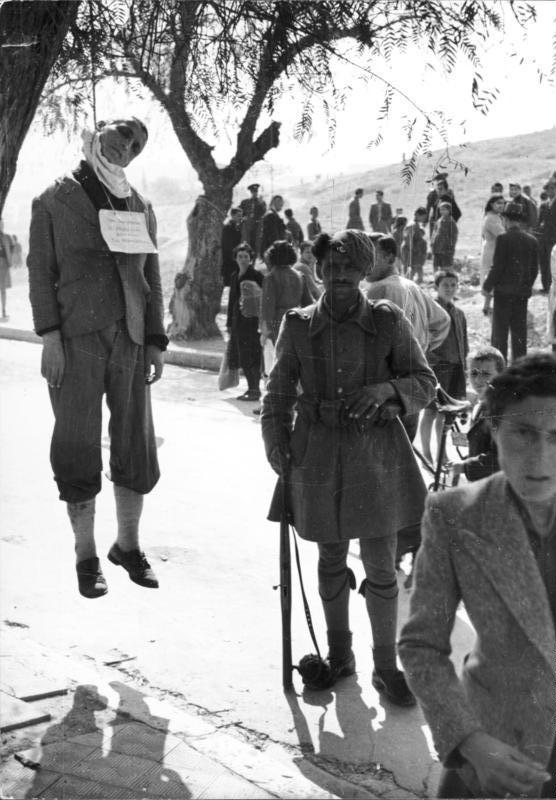
Каратель рядом с казнённым, обвинённым в пособничестве партизанам.
Греция, 1943 год

Во время Второй мировой войны партизанское движение в покорённых Третьим рейхом странах достигло широчайшего размаха. Несмотря на общую схожесть с партизанскими войнами начала XX века, особенностью данного этапа считается второстепенность партизанской активности по сравнению с действиями на фронтах. Тем не менее союзники высоко оценивали потенциал местного сопротивления нацистам и вкладывали в его развитие и укрепление большие средства. Наиболее значительным и массовым признано партизанское подполье коммунистической направленности в тылах Восточного фронта германских войск, которое пользовалось поддержкой советского командования. В свою очередь, западные страны (особенно Великобритания) развернули поддержку национально-освободительных движений в Западной Европе и на Балканах.

#### Советско-германская война

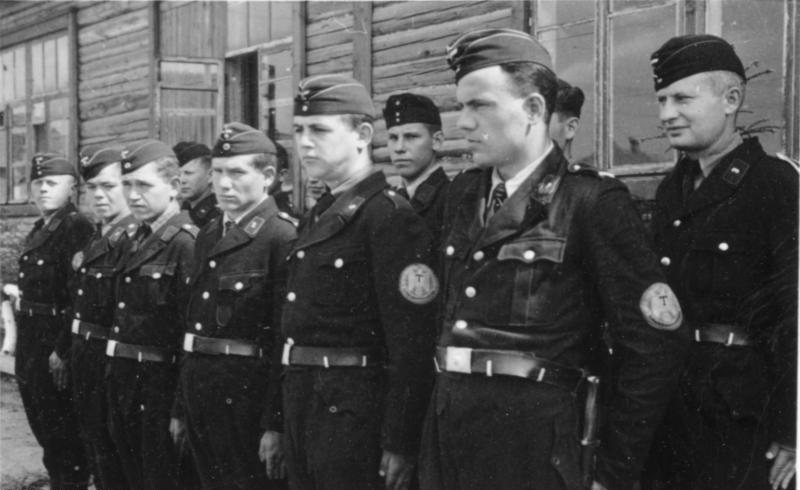
Украинские полицейские на службе Третьего рейха. 1943 год

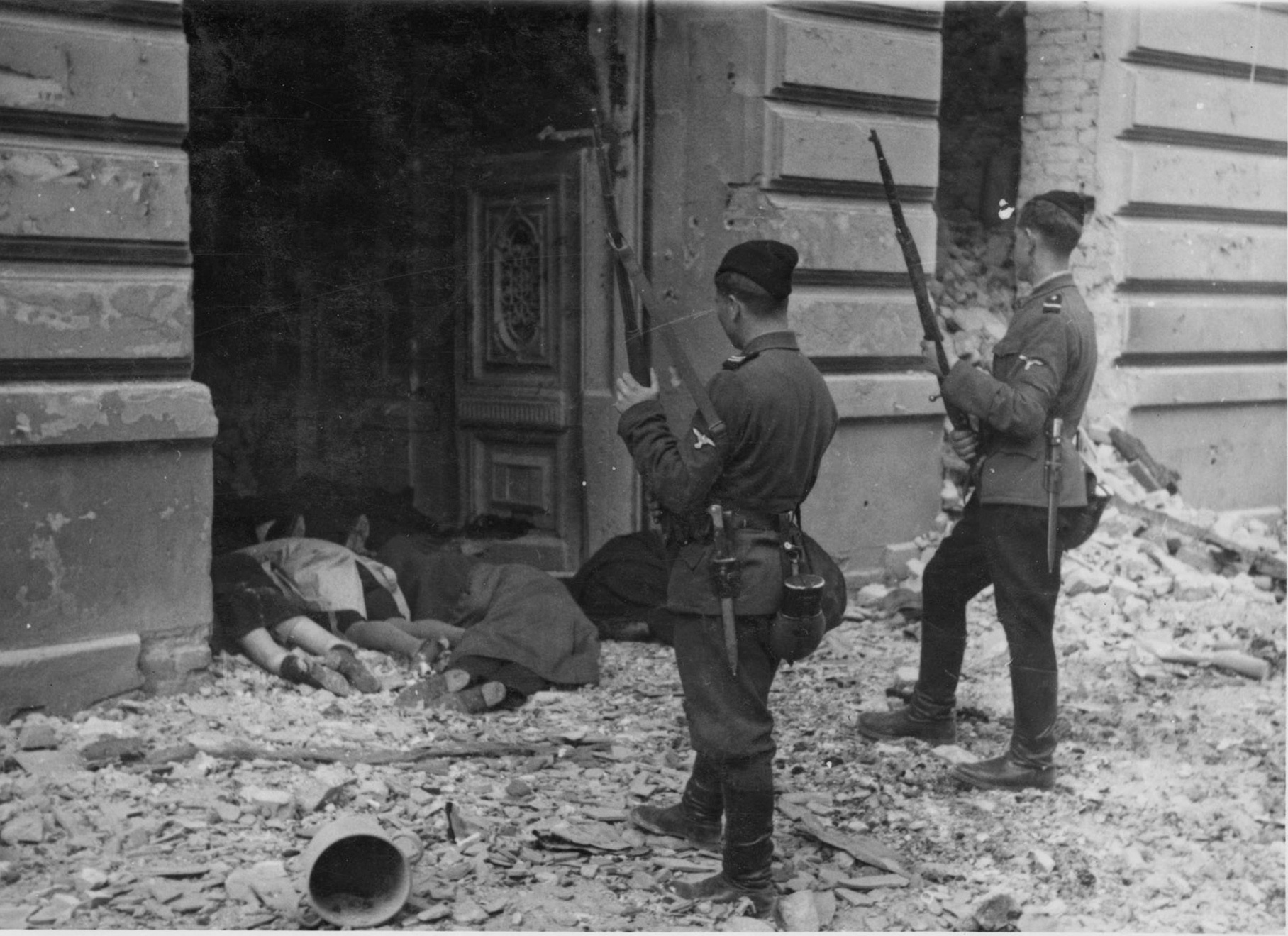
Шуцманшафт и полиция безопасности во время Восстания в Варшавском гетто
Фото к рапорту Юргена Штропа, май 1943. Оригинальный немецкий текст гласит: «Применение туземных солдат в операции»

Войска нацистской Германии ощутили весьма болезненную активность советского партизанского подполья практически немедленно после начала Великой Отечественной войны (см. советские партизаны в Великой Отечественной войне). Заметим, что один из первых немецких приказов о проведении антипартизанских операций датирован 19 июля 1941 года; в нём устанавливаются требования на поддержание боевой готовности, вводится запрет на передвижение одиночных военнослужащих вне пределов их частей, предусматривается создание кавалерийских патрулей для охраны коммуникаций, прочёсывания местности и т. п.
С продвижением фронта на восток на занятых территориях СССР нацистами создавалась разветвлённая структура военной и гражданской оккупационной администрации. Основными организационными единицами для поддержания порядка из состава сил Верховного командования сухопутных войск служили комендатуры, которые могли быть главными полевыми (нем. Oberfeldkommandaturen), полевыми (нем. Feldkommandaturen) и гарнизонными (нем. Ortskommandaturen). Помимо пресечения партизанской деятельности в функции комендатур входило назначение старост и бургомистров, организация административных учреждений и вспомогательной полиции (Hilfspolizei).
В то же время (летом 1941 года) на занятых немецкими войсками территориях Белоруссии, Украины и Прибалтики возникли разношёрстные отряды местных националистов и коллаборационистов. Санкционирование их существования германской администрацией было проведено под наименованиями «местной милиции» (нем. Ortsmilitz), «гражданского ополчения» (нем. Bürgerwehr) и т. п., однако с укреплением оккупационной власти на основе пёстрых частей местной самообороны были сформированы подразделения и отряды батальонного звена, которые подчинялись иногда военным, а иногда и гражданским ведомствам и поэтому, как правило, проходили под совершенно разными названиями: охранные отряды (нем. Sicherungs-Abteilungen), отряды вспомогательной полиции (нем. Schutzmannschaft Abteilungen) и т. п.
Не получив от них ожидаемых результатов в борьбе с растущим советским подпольем, 25 октября 1941 года генерал-фельдмаршал Вальтер фон Браухич, находясь на должности командующего сухопутными силами Германии, ввёл в действие «Основные положения по борьбе с партизанами», которые были доведены до сведения командиров всех войсковых частей вермахта от дивизий до батальонов. С осени 1941 года в вермахте началось развёртывание так называемых «охотничьих» или «истребительных команд» (нем. Jagdkommando, Zerstörungskommando), состоящих из опытных военнослужащих под командованием инициативных офицеров, знакомых с партизанской тактикой и имеющих навыки спортивной охоты. Отбор в подобные подразделения проходил по совершенно иным критериям, чем в обычные строевые части, причём наличие дисциплинарных взысканий и склонность к нарушениям дисциплины не рассматривались как препятствия к несению там службы. Такие команды предназначались для продолжительных рейдов в отрыве от основных сил с целью выслеживания партизанских групп, перекрытия маршрутов их движения, организации неожиданных нападений, вскрытия системы тайников и т. п. В случае перехвата партизанских связных и взятия пленных ведение процедур дознания не ограничивалось почти ничем (см. допрос с пристрастием), после получения нужного объёма информации пленные ликвидировались. Точно так же поступали и с местными жителями, которые оказывались случайными свидетелями действий ягдкоманды во время «охоты».
В то время, когда вермахт занимался отработкой тактики ягдкоманд (ноябрь 1941 года), гражданские полицейские и охранные подразделения были объединены под эгидой «вспомогательной службы полиции порядка» (нем. Schutzmannschaft der Ordnungspolizei), которая вошла в подчинение территориальных управлений германской полиции порядка, и в конечной инстанции — её главе рейхсфюреру СС Г. Гиммлеру.
В полицаи отбирались лояльные оккупационному режиму местные жители, являвшиеся идеологическими противниками советской власти. Они занимались контролем за проживанием и перемещением мирных жителей на оккупированных территориях. Помимо этого, помощь в борьбе с партизанами и укрывшимися в лесах евреями оказывали так называемые «соединения по борьбе с бандами» (нем. Bandenkampfverbände), в состав которых включались как военнослужащие Вермахта, так и коллаборационисты (см. также русский коллаборационизм во Второй мировой войне и украинский коллаборационизм во Второй мировой войне). В борьбе с советским и польским подпольем также принимали участие УПА (которая, по мнению украинских историков, в борьбе с советскими партизанами достигла значительных успехов) и другие местные националистические организации.
Тем не менее, несмотря на применение германскими властями самых свирепых методов, партизанская активность в тылах Восточной группировки немецких войск не спадала, только летом 1942 года 24 дивизии вермахта были связаны боями в тылах своих войск. Это заставило Гитлера 18 августа 1942 года подписать директиву № 46 «Об усилении борьбы с бесчинствами банд на Востоке», в соответствии с которой общее руководство по борьбе с партизанами в тыловых районах действующих сил возлагалось на оперативное управление генерального штаба ОКХ под командованием генерал-майора Адольфа Хойзингера. Иными словами, оперативным планированием противопартизанских мероприятий теперь стали заниматься не начальники тыловых районов, а командный состав штабов армий, групп армий, полевых комендатур, начальников войск СС и т. д. Отдельным пунктом ответственность за борьбу с партизанами на территории имперских рейхскомиссариатов была возложена лично на Г. Гиммлера.
Отметим, что незадолго до этого (31 июля 1942 года) Гиммлер издал особый приказ, в котором был наложен прямой запрет на использование самого слова «партизан»:

 По психологическим причинам впредь запрещаю использовать слово «партизан», введённое в обиход большевиками и так ими обожаемое. Для нас они не бойцы и солдаты, а бандиты и уголовные преступники. Отделить этих кровавых убийц от спокойного и мирного населения и тем самым лишить их какой-либо поддержки — вот важнейшее условие для их уничтожения…
— 
При этом в частной переписке Гиммлер заметил, что:

 …большевикам удалось создать «новый род войск». Европа, и особенно Германия, недооценили пропаганду большевиков и евреев, использовавших «мошенническим путём» слово «партизан»…
— 

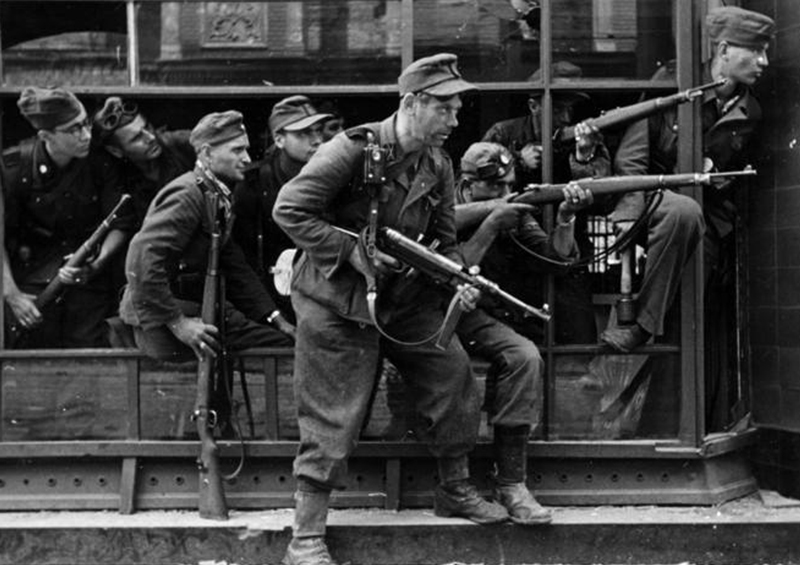
Солдаты зондеркоманды «Дирлевангер» во время подавления Варшавского восстания

Среди системных проблем германской антипартизанской борьбы некоторые эксперты называют острый дефицит людских ресурсов, поскольку к началу операции «Барбаросса» группы армий «Центр», «Север» и «Юг» имели в своём распоряжении всего по три охранные дивизии (нем. Sicherungs-Division) каждая. В дополнение к ним два гражданских имперских рейхскомиссариата («Остланд» и «Украина») имели ещё по одной охранной дивизии, которые были не лучшим образом укомплектованы и экипированы. Именно ввиду этого германское командование в целях борьбы с партизанами не стеснялось активно задействовать формирования коллаборационистов, зачастую перебрасывая их на территории других оккупированных государств.
К примеру, дивизия СС «Галичина» отличилась военными преступлениями против польского населения, затем использовалась в боях с югославскими партизанами и усмирении словацкого антинацистского восстания. В этом же контексте нельзя обойти вниманием и специальную команду браконьеров «Ораниенбург», которая была создана на материальной базе войск СС. В её составе, помимо браконьеров, проходили службу асоциальные элементы всех национальностей и мастей, не исключая уголовников. На своём пути это удивительное воинство претерпело целый ряд трансформаций, начиная с преобразования его в зондеркоманду, потом — в батальон СС, и т. д., пока в конце войны оно не получило название «36-я гренадерская дивизия СС „Дирлевангер“» (по имени своего организатора и командира О. Дирлевангера). Данное формирование принимало участие в решении самых разнообразных задач: выслеживании партизанских отрядов, карательных акциях, уничтожении совместно с айнзацгруппами гражданских лиц, подавлении ряда вооружённых выступлений (см. Варшавское восстание 1944 года), практически повсеместно отличаясь склонностью к дезертирству, систематическими зверствами и иррациональной жестокостью.
Выбор контрпартизанских мер, предпринятых германским оккупационным аппаратом, диктовался не столько военной необходимостью, сколько нацистской идеологической догматикой, подразумевавшей уничтожение евреев, коммунистов, унтерменшей и т. д.

### XX век: послевоенный период
Вторая половина XX века ознаменовалась целой чередой колониальных и национально-освободительных войн в самых разных частях земного шара. Их общей особенностью считается приверженность партизанских (антиправительственных) сил к марксистской идеологии с опорой на партийные организации, спаянные полувоенной дисциплиной и имеющие поддержку широких масс населения.

#### Французский опыт в Индокитае и Алжире

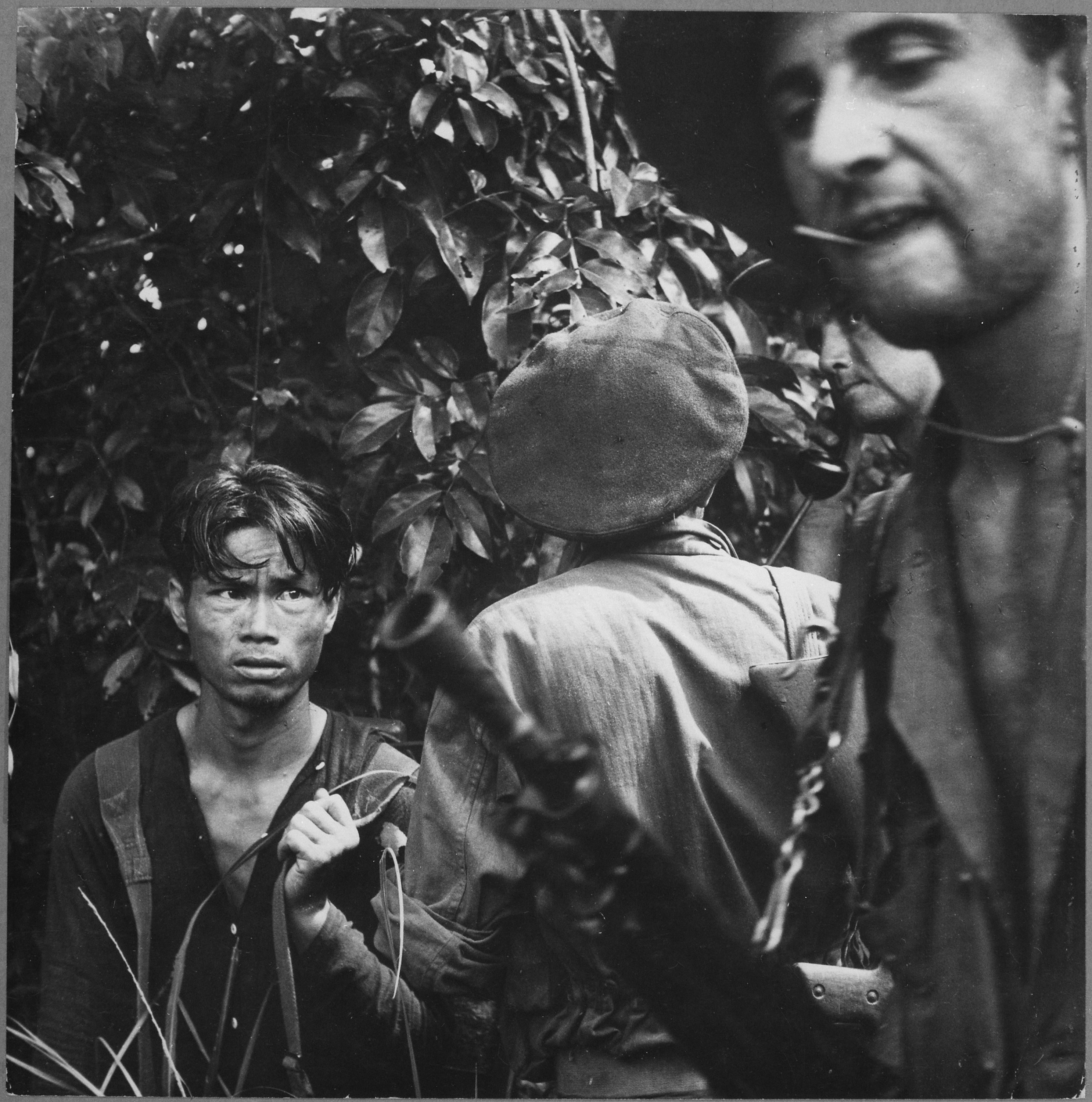
Бойцы Иностранного легиона допрашивают подозреваемого в принадлежности к «Вьетминь»,
примерно 1954 год

Одним из наиболее ярких и длительных послевоенных конфликтов считается противостояние французской колониальной администрации с прокоммунистической организацией «Вьетминь», которая в полном соответствии с канонами Мао развернула масштабные партизанские действия во Французском Индокитае (см. Индокитайская война). Эффективность политики вьетнамских коммунистов под руководством Хо Ши Мина заслужила высокую оценку западных экспертов и агентов спецслужб; однако высказывалось мнение, что их настоящие убеждения были ближе к традиционному национализму, а приверженность к левым коммунистическим идеям была скорее вынужденной реакцией на поддержку французов со стороны американцев. Среди основных причин, которые привели французов к череде тяжёлых поражений, отмечают оторванность французской администрации от реалий местной жизни, чрезмерный упор на чисто военные методы при полном отсутствии вменяемой политической доктрины. Именно закостенелость французской политической жизни позволила вьетнамским партизанам выставить себя в образе «борцов за национальное освобождение».
Аналогичным образом неспособность французов противопоставить хоть какую-то идеологию примитивному местечковому национализму привела к провалу все их попытки удержать под своим контролем Алжир (см. война за независимость Алжира). Тем не менее нельзя обойти стороной некоторые интересные военные наработки, появившиеся на основе французского колониального опыта в Алжире, например так называемую тактику квадрильяжа, введённую генералом Раулем Саланом. В рамках этой стратегии мятежный регион делился на квадраты, в каждом размещался постоянный гарнизон, знакомый с местными реалиями и отвечавший за безопасность и спокойствие на вверенном ему участке. В дополнение к этому, для пресечения просачивания на территорию Алжира нежелательных лиц на границах с Тунисом и Марокко были установлены зоны плотного патрулирования и возведена система инженерных заграждений, одним из элементов которых была линия Мориса. В случае эксцессов поддержку гарнизонам оказывали элитные подразделения Иностранного легиона и парашютно-десантных частей, которые перебрасывались на опасные направления с помощью вертолётной авиатехники.

#### Война во Вьетнаме

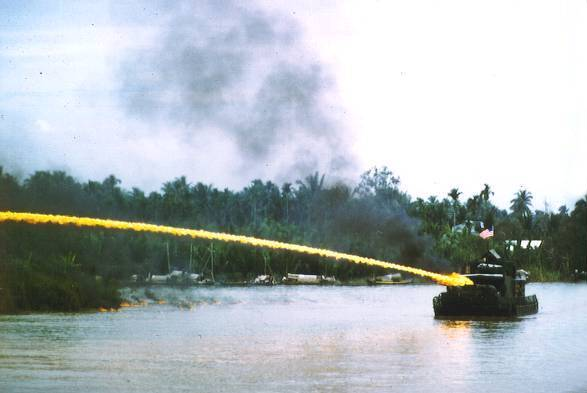
Использование напалма с борта американского речного судна

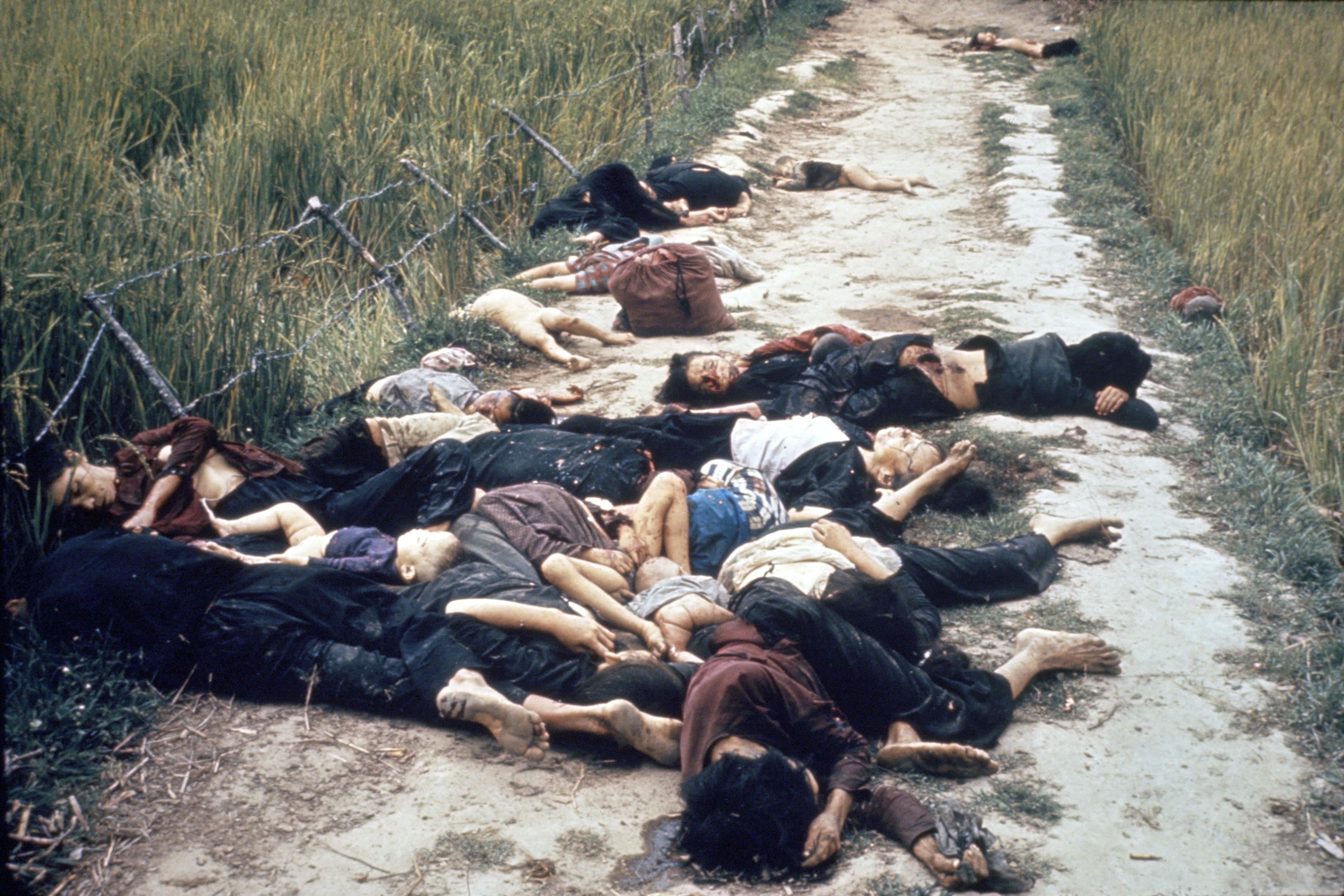
Массовое убийство жителей деревни Сонгми, обвинённых в поддержке партизан.
Вьетнам. 1968 год

Французский опыт аэромобильных операций против повстанцев был проанализирован и нашёл некоторое применение в американской армии. Однако та вступила во вьетнамскую войну, имея на вооружении только доктрину традиционных боевых действий на европейском театре и будучи совершенно неподготовленной к ведению контрпартизанской войны в джунглях Юго-Восточной Азии. Несмотря на то, что в среде американских военных имеющаяся контрпартизанская стратегия подвергалась острой критике и даже называлась контрпродуктивной, бюрократическая система правительства смогла адаптироваться к новым требованиям лишь тогда, когда общественное мнение в стране уже потеряло всякую надежду на положительный исход войны. Результатом данной проволочки, помимо больших военных издержек, стала гуманитарная катастрофа в странах Азии и чудовищный урон имиджу Соединённых Штатов.
В целях противодействия Вьетконгу американское командование перепробовало широкий спектр методов и средств. В начале конфликта американские советники принимали участие только в создании отрядов CIDG (местной самообороны), затем ими была организована система дальнего патрулирования местности подразделениями спецназа с привлечением южновьетнамских сил. По прошествии некоторого времени на границе с Лаосом и Камбоджей с американской помощью произошло развёртывание цепи опорных пунктов для пресечения инфильтрации в Южный Вьетнам враждебных элементов. После инцидента в Тонкинском заливе вовлечённость США в конфликт между Северным и Южным Вьетнамом приняла необратимый характер и к 1965 году американский контингент во Вьетнаме уже включал в себя 173-ю воздушно-десантную бригаду, 101-ю воздушно-десантную дивизию, 1-ю кавалерийскую дивизию и около 40 тысяч морских пехотинцев, которые поддерживались из акватории Южно-Китайского моря пятью ударными авианосцами. В период с 1965 по 1968 год быстро выросло количество стационарных баз огневой поддержки, причём к концу этого промежутка времени американские части могли запрашивать помощь артиллерии практически из любой точки Южного Вьетнама. Использование вертолётов приобрело массовый характер, некоторые дивизии (например 101-я воздушно-десантная в 1968 году) были полностью преобразованы в аэромобильные для оперативного реагирования на вылазки Вьетконга. В дополнение к этому на вооружении армии США начало появляться высокотехнологическое оснащение, специально созданное для борьбы с противником в лесистой местности (см. РЛС наземной разведки и «эйджент оранж»). Помимо промышленных разработок, американская армия не чуралась и импровизированных средств для решения насущных задач, например — экзотическим способом обеспечения непосредственной огневой поддержки войск было создание летающей артбатареи AC-47 на базе устаревшего транспортного самолёта Douglas C-47 Skytrain. Кроме действий в интересах наземных частей, данный вид авиатехники активно использовался и во время авиарейдов вдоль тропы Хо Ши Мина, однако для этих целей гораздо более эффективными были признаны ковровые бомбардировки с помощью B-52. Для пресечения проникновения вьетконговцев через морское побережье даже привлекалось особо секретное подразделение, в составе которого имелись специальным образом дрессированные морские свиньи. Впечатляющий успех принесла проведённая американскими спецслужбами операция «Феникс», начатая в июле 1968 года при поддержке Национальной полевой полиции Республики Вьетнам. Целями данной программы было выявление и уничтожение членов северовьетнамского подполья на территории Южного Вьетнама. Количество таковых лиц оценивалось по-разному: от 65—80 до 70—100 тысяч человек, против них применялись похищения, пытки и даже убийства.
Тем не менее в 1970 году боевые действия перекинулись на территорию Камбоджи (см. камбоджийская кампания), а в 1971-м была затронута и территория Лаоса (см. Lam Son 719). Как показал послевоенный анализ, успешность действий вьетнамских партизан была определена многими факторами. Одним из основных называют гибкую и взвешенную политическую линию вьетнамского руководства, которое не стеснялось достигать своих целей посредством коррупции в правительстве Южного Вьетнама, использовать перемирия и переговоры для того, чтобы выиграть время, привязывать расписание наиболее значимых операций к национальным выборам и периодам смены власти и т. п. В то же самое время, у американцев до 1967 года даже не существовало никакого органа для координации усилий военного и местного политического руководства. На оперативном уровне для того, чтобы связать ресурсы противника, вьетконговцы даже не пытались взять Южный Вьетнам под полный контроль. Всё, что им нужно было сделать — это время от времени устраивать показательные акции, которые принуждали американцев распылять свои силы на охрану вверенных им территорий и поддержание там относительного порядка. Используя мины-сюрпризы, неожиданные миномётные обстрелы, тактику налётов и засад, вступая в бой только там, где это выгодно, вьетнамское сопротивление дало миру убедительный пример эффективного и успешного противостояния противнику, который имеет колоссальное преимущество во всех мыслимых аспектах. В то же время опыт контрпартизанской войны во Вьетнаме американцы с успехом использовали в ходе войны в Ираке и Афганистане.

#### Родезийская кампания

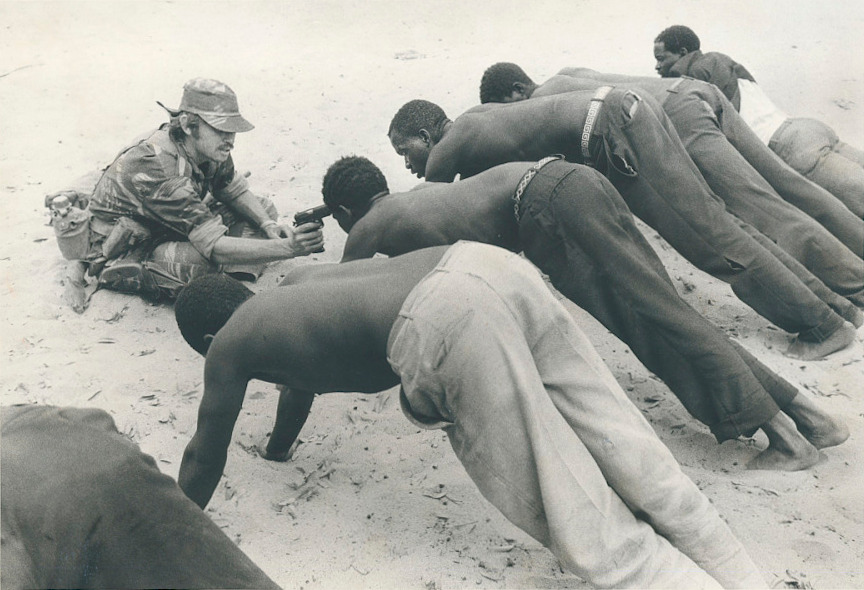
Родезийский военнослужащий допрашивает деревенских жителей,
граница с Ботсваной, осень 1977

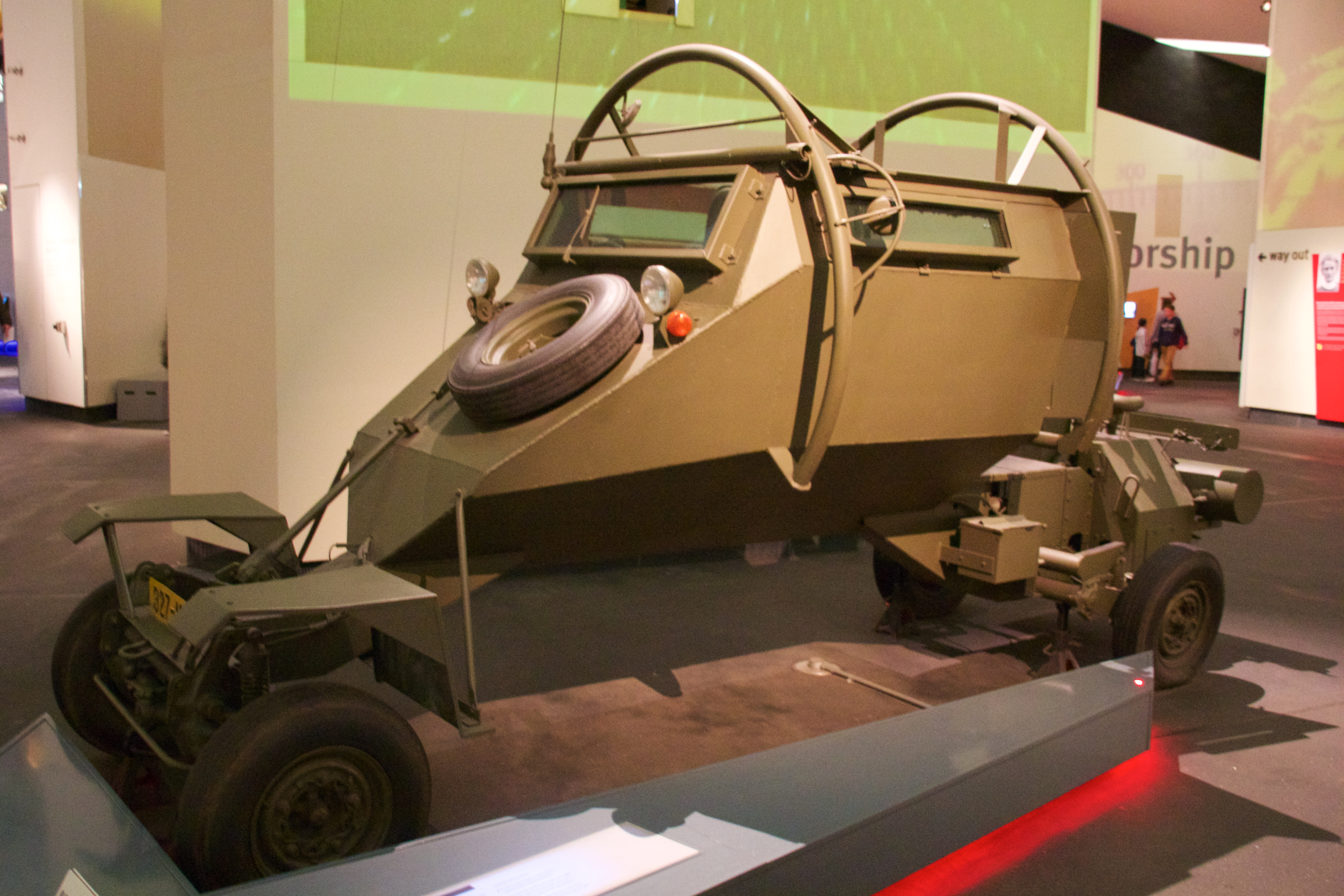
Патрульная бронемашина «Леопард» с противоминной защитой

Опыт противостояния родезийской армии и спецслужб с африканскими националистами заслуживает отдельного упоминания ввиду уникальности политической ситуации, в которой оказалась Родезия к началу полномасштабного конфликта. Полная внешнеполитическая изоляция страны и экономические санкции, наложенные ООН, с одной стороны существенным образом усложнили нормальное функционирование военно-бюрократического аппарата, с другой — послужили стимулом для поиска нестандартных решений на основе имеющихся весьма ограниченных ресурсов. В результате, синтезируя французский опыт Индокитая и Северной Африки, американский опыт времён Вьетнама и местные наработки, появился целый арсенал самобытных методов противодействия террористической угрозе, специфичный для условий Чёрного континента.
Одним из наиболее интересных нововведений была организация ряда необычных военных и полицейских спецподразделений, среди которых нельзя обойти вниманием так называемых «скаутов Селуса» — отряда военных следопытов, который готовился для действий в условиях труднопроходимого южноафриканского буша и комплектовался бывшими охотниками и егерями, хорошо знакомыми с природными условиями и традициями местных племён. Основной задачей скаутов было выслеживание диверсантов, проникавших на территорию Родезии с территории Замбии, Мозамбика и Ботсваны, и наведение на них высокомобильных частей быстрого реагирования.
Помимо этого, для уничтожения диверсионных групп повстанцев была доведена до совершенства тактика аэромобильных рейдов с вертикальным охватом противника — так называемая «Файр-форс» (англ. Fire Force). В отличие от аналогичных действий американских десантников во Вьетнаме, родезийцы изначально ставили перед собой задачу поиска, блокирования и истребления максимального числа террористов, любой ценой минимизируя шансы врага уклониться от боевого столкновения или выйти из него без существенных потерь. Неприемлемым результатом считалось уничтожение менее чем 70 % живой силы противника, вступившей в бой. Если до начала использования тактики «Файр-форс» африканские террористы без труда уходили от боевого соприкосновения и процент уничтоженных не превышал 18,5 %, то в 1974 году Родезийская лёгкая пехота отчиталась о ликвидации 84 % обнаруженных террористов. При этом соотношение собственных потерь к потерям противника составляло величину 1:80.
На следующем этапе африканские повстанцы развернули масштабную минную войну на путях сообщения. Всего в период с 1972 по 1980 год было зафиксировано 2504 подрыва автомашин на минах (по большей части — серии ТМ советского производства), при этом погибло 632 человека и было ранено 4410. Поскольку интенсивность минирования неизбежно усиливалась (в 1978 году было обезврежено 894 мины, или 2,44 мины в день, в 1979 году — уже 2089, или 5,72 мины в день), то родезийская промышленность ответила созданием ряда моделей железнодорожных и автомобильных бронированных транспортных средств с противоминной защитой. Некоторые модели (например — лёгкая бронемашина «Pookie») имели возможность детектировать заложенные взрывные устройства на скоростях до 50 миль в час.
Несмотря на все достигнутые военные успехи, усилия родезийских спецслужб носили скорее ответный ситуативный характер, и долгое время им не удавалось объединить их единой стратегией. Необходимость купировать многочисленные мелкие вылазки на какое-то время заставила отложить до лучших времён выработку последовательной и целостной доктрины противодействия повстанцам. Однако начавшийся отток инвестиций и эмиграция белого населения из страны обострили и без того крайне тяжёлую нехватку людских ресурсов, что послужило одной из основных причин сначала политических уступок, а затем и краха существующего режима.

#### Северная Ирландия

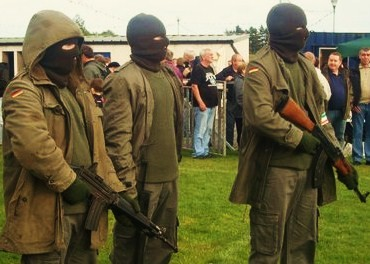
Бойцы Временной Ирландской республиканской армии,
февраль 2010 года

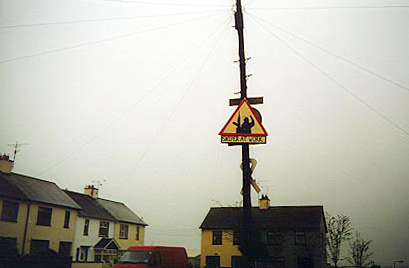
Дорожный знак Временной Ирландской республиканской армии «Осторожно! Работает снайпер!» Графство Арма, 1999 год

Противостояние британской короны и католиков Изумрудного острова имеет многовековую историю, в течение которой оно то разгоралось, то затухало, принимая иногда весьма причудливые формы (см. конфликт в Северной Ирландии). С точки зрения прикладной специфики особый интерес вызывает период второй половины XX века, когда разыгралось драматическое противостояние англичан с бойцами Временной Ирландской республиканской армии. Этот вооружённый конфликт некоторыми исследователями преподносится как самая длинная война в истории Великобритании.
В ходе этого конфликта британское военное и политическое руководство перепробовало на ирландских повстанцах множество различных средств и методов, начиная с политических интриг и заканчивая специально отработанной системой пыток, унижений и истязаний (см. пять методов). С чисто военной перспективы, подавление выступлений ирландских католиков было признано в целом успешным, а причины успеха связывают со следующими факторами:
- игра на неприятии потерь для террористов через создание постоянной угрозы участникам активных действий, утрату которых нельзя было восполнить;
- установление жёсткого контроля за линией границы с помощью блокпостов для досмотра транспорта (англ. Permanent Vehicle Check Points или PVCP) и активного использования мобильных патрулей (англ. Vehicle Check Points или VCP);
- оптимальная комбинация англичанами рутинных режимных мероприятий силами армии и тайных операций силами спецслужб, при которой первые значительно усложняли всю активность повстанцев и, таким образом, повышали шансы на успех для вторых;
- высокий уровень подготовки всех военнослужащих, которые проходили специальное обучение в Североирландской группе тренировки и консультирования (англ. Northern Ireland Training & Advisory Team или NITAT), программы которого сильно варьировались в зависимости от их назначения, специализации, ожидаемого места службы в Северной Ирландии и т. п.[95];
- высокий уровень разведки, которая организовала повсеместное наблюдение с занесением в базу данных всех особенностей обстановки (внешних примет подозрительных лиц, номеров машин и т. п.) для того, чтобы после совершения теракта анализ информации из этой базы за время, предшествующее теракту, позволял выявить повторяющиеся закономерности (паттерны) и таким образом — пресечь последующие атаки;
- успешная криминализация повстанцев в глазах населения, которые до этого открыто претендовали на статус воюющей стороны (комбатантов), раздавали друг другу воинские звания, а свои боевые ячейки именовали по типу воинских подразделений (бригады и т. п.)[96].

#### Афганистан: борьба советских войск с повстанцами

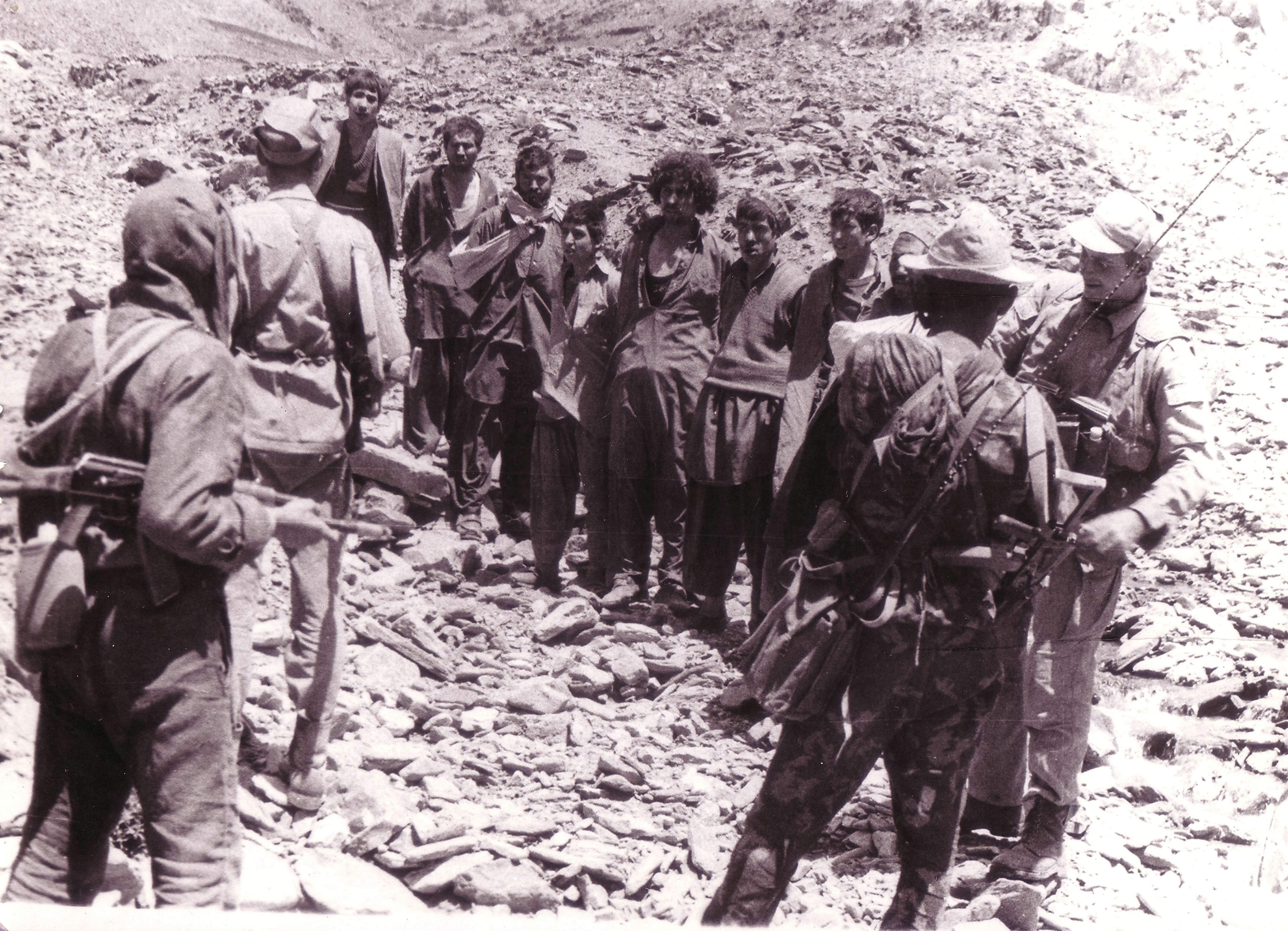
Группу пленных моджахедов готовят к конвоированию.
Вардак, Афганистан, 1987 год

В борьбе с повстанцами в период Афганской войны 1979—1989 годов руководство ОКСВА активно опиралось на местные силы. Разведывательные органы 40-й Армии координировали все свои действия с правительственной милицией (Царандой) и органом государственной безопасности (ХАД) Республики Афганистан.
Важным условием для координации действий является наличие квалифицированных военных советников, присланных от государства, оказывающего помощь режиму. К примеру, в период Афганской войны 1979—1989 годов МВД СССР отправил советниками в Царандой 3900 сотрудников советской милиции, МО СССР за тот же период отправил более 8000 офицеров, КГБ СССР содержал одновременно несколько сотен сотрудников.
В целом успешность борьбы советских войск с афганскими моджахедами в отечественных источниках расценивается отрицательно. Однако, опыт Афганистана внёс свои коррективы в систему управления советскими войсками. Для обеспечения оперативной реакции на вылазки афганских моджахедов советское командование существенно расширило полномочия младших офицеров парашютно-десантных и десантно-штурмовых подразделений. Широко использовались спецназовские отряды «охотников на караваны», которые получали снаряжение и экипировку, внешне неотличимую от муджахеддинской и комплектовались преимущественно выходцами из советских республик Центральной Азии. Со временем данный выбор был признан не очень удачным, так как именно эти этнические группы оказались в числе традиционных врагов пуштунских племён и у моджахедов вызывали особую ненависть. Эта война ещё раз доказала эффективность партизанской тактики против намного более могущественного противника.

### XXI век
Как указывает ряд современных исследователей, характер ведения партизанских и противопартизанских войн на рубеже XX и XXI веков в силу целого ряда объективных факторов претерпел существенные изменения. Одной из основных причин называют ускоренные темпы глобальной урбанизации и переход к ведению партизанских действий в плотно застроенных районах современных городов.
Фундаментальные основы теории партизанской войны в городских условиях были заложены ещё в середине XX века бразильским революционером Карлосом Маригеллой. Одна из его работ так и называлась: «Бразильская герилья. Краткий учебник городского партизана». В ней раскрывались основы организации партизанского движения в городской местности, описывалась методология и арсенал средств, начиная с протестных выступлений (забастовки, сидячие акции протеста и т. п.) и заканчивая уличными боями и актами террора .
По мнению некоторых специалистов, урбанизированный ландшафт и высокая плотность населения способствует возникновению ситуаций, в которых степень неопределённости внешних факторов возрастает экспоненциально, а вероятность успешного противодействия партизанским, повстанческим и террористическим вылазкам соответствующим образом снижается. Городская наземная и подземная инфраструктура создаёт крайне неблагоприятную среду для использования системы GPS, применения высокоточного оружия, современных средств наблюдения и связи, комплексов воздушной разведки и т.д, что пагубным образом сказывается на тактических возможностях увязших в городе армейских подразделений. Осознание этого факта многократно цитировалось западной прессой в виде высказывания иракского государственного деятеля Тарика Азиза:

 …Они говорят нам, что мы, иракцы — это не вьетнамцы. У нас нет ни джунглей, ни болот, чтобы спрятаться в них. На что я отвечаю: пусть наши города станут нашими болотами и наши постройки станут нашими джунглями.
Оригинальный текст (англ.)People say to me, you [the Iraqis] are not the Vietnamese. You have no jungles and swamps to hide in. I reply, let our cities be our swamps and our buildings our jungles.
— Christopher Bellamy: If the cities do not fall to the Allies, there may be no alternative to siege warfare
Однако существует и прямо противоположное мнение, сторонники которого указывают, что на протяжении всего XX века пока ещё ни в одной точке земного шара не удалось одержать убедительной победы методами «городской герильи». Причина такой ситуации видится в пренебрежении фундаментальными принципами партизанской борьбы, заложенными классическими работами Клаузевица и Мао, в соответствии с которыми успешность партизанских действий определяется использованием труднодоступной местности (джунглей, гор и т. п.), которая нивелирует преимущества традиционных вооружённых сил. При этом желательно наличие удобного выхода на межгосударственные границы, которые предоставляют доступ к безопасным убежищам и источникам внешней помощи. В противоположность этому, вступая в бой в тесноте современных городов, повстанцы подвергают себя риску почти неизбежного окружения и уничтожения. Надёжно работающей стратегии, которая могла бы преодолеть эти факторы, не существует.

## Классификация контрпартизанских действий

### Классический подход

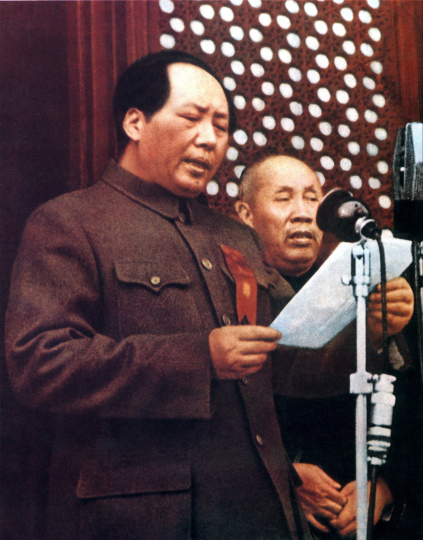
Мао Цзе Дун, объявляющий основание Китайской Народной Республики,
октябрь 1949 года

По мнению авторитетного военного теоретика Дэвида Галулы систематика контрпартизанского инструментария не может быть реализована без внятного понимания партизанской войны, как стимула к его применению. По его заключению, все стратегии ведения партизанских войн укладываются в рамки одной из двух фундаментальных моделей. Одна из них, ортодоксально-коммунистическая, заложена теоретическими работами Мао Цзе Дуна и основана на боевом опыте китайских коммунистов; в то время как вторая, буржуазно-националистическая, опирается на использование террора для банального захвата власти.
Коммунистическая модель
Как считает Д. Галула, действуя в рамках первой стратегии повстанцы должны быть выходцами из рабочего класса, который объединяется вокруг коммунистической партии с одной единственной задачей — противостояние империализму. Для этого важным этапом считается создание в национальном масштабе сплочённого железной дисциплиной объединённого фронта из пролетариата и других социальных групп. При этом не допускается никаких колебаний и компромиссов с буржуазными течениями, а конечной целью заявляется советизация страны и переход к коммунистической форме правления.
Националистическая модель
В противоположность этому вторая модель не подразумевает масштабного вовлечения народных масс в повстанческое движение и полагается на использование небольшой группой активистов показательных акций устрашения: нападений, убийств, взрывов и т. д. которые организуются с задачей эскалации ситуации и втягивания населения в разгорающийся конфликт. Это может быть достигнуто, например, путём выборочного уничтожения связующих звеньев между властями и обществом — мелких гражданских чиновников, полицейских, либерально настроенных и склонных к поиску компромиссов известных фигур. При этом, конечной целью громких преступлений может быть тривиальное зарабатывания политического капитала в целях быстро покорить высоты власти. Отмечается, что несмотря на всю опасность террористических методов и непредсказуемость их последствий, они могут сэкономить годы нудной и тяжёлой организационной работы.
Сопоставление моделей
Считается, что выбирая первую модель поведения, первоначальная уязвимость инсургентов к противопартизанским мерам обычно относительно невелика и сильно зависит от нетерпимости властей к конкурирующим партиям и движениям. Как правило, государственным структурам требуется некоторое время, чтобы распознать опасность со стороны неожиданно возникшего общественного движения и начать её купирование. В то же самое время, выбирая путь террора, инсургенты немедленно становятся объектом охоты и пристального внимания сначала со стороны спецслужб, а затем — всех остальных силовых организаций.

### Современные взгляды

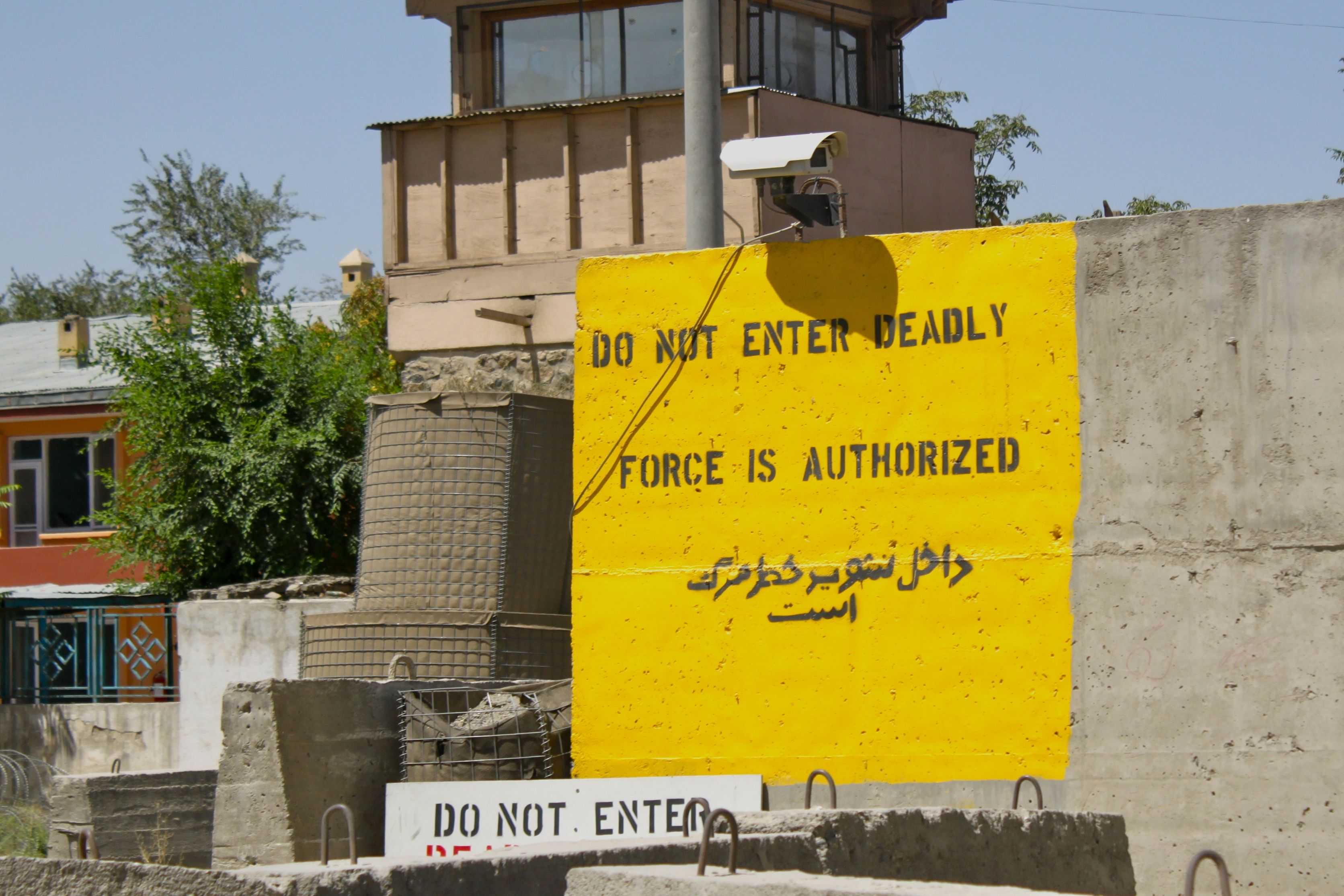
Плакат на английском и арабском, запрещающий въезд под угрозой применения оружия

Западные специалисты отмечают три широких класса противопартизанских стратегий.
Первый из них, основанный на уделении главного внимания местному населению, считается самым изощрённым. Возникновение этого подхода считают ответной реакцией на партизанство по канонам Мао. Воплощение его положений может быть проведено различными способами — начиная от «завоевания умов и сердец» методами мягкой силы, заканчивая организацией для местных жителей концентрационных лагерей.
Второй класс, основанный на приложении главных усилий к воздействию на инсургентов, часто рассматривается как вариант ведения традиционных боевых действий. Полагаясь на преимущество в силе, его нередко связывают с прямым уничтожением повстанцев, что нередко приводит к большим жертвам гражданского населения.
Третий класс имеет карательную направленность; в его рамках население становится ответственным за активность повстанцев на своей территории, а любые их вылазки делают объектом наказания не повстанцев, а гражданских лиц. Целью подобной стратегии может быть ослабление тех общин, которые оказывают помощь повстанцам, а также — уничтожение сочувствующей и ресурсной базы повстанческого движения.
Бывший военнослужащий КМП США, а ныне — исследователь Р. Мур, проведя анализ нескольких десятков противопартизанских кампаний за последнее столетие (включая американские военные интервенции в Ираке и Афганистане) выделил два основных подхода к организации противопартизанской борьбы. Первый из них, преимущественно военный, предполагает наличие военного доминирования и готовности применять крайнее насилие не только к инсургентам, но и к гражданскому населению целиком. Если даже это и приводит к подавлению внешних проявлений повстанческого движения, корневые причины народного недовольства могут быть оставлены без внимания, что может только ухудшить ситуацию в будущем.
В связи с этим, второй стратегический путь полагается на решение проблемы повстанчества во всех измерениях и считается гораздо более успешным. Его главной целью становится не физической уничтожение оппонентов, а установление долговременной стабильности в целевом регионе. При этом реализация данной стратегии преследует решения трёх основных задач: а) минимизация военного насилия; б) установление реально действующих политических, экономических и социальных институтов, которые способны справиться со структурными проблемами общества; в) искоренение ненависти, недоверия и предрассудков, которые подпитывают конфликт. Таким образом, парадоксальной предпосылкой окончательного избавления от повстанцев является шаг навстречу их требованиям.

## Методология способов подавления
Считается, что искоренение партизанской деятельности в обществе не может быть осуществлено исключительно силовыми методами, так как причины, из-за которых часть активных членов общества берётся за оружие, как правило, имеют социальные, экономические и политические корни. Вместе с тем военные методы ещё не потеряли своей актуальности, хотя успешность их применения зависит от наличия достоверной, точной и своевременной информации о противнике, которая добывается в результате проведения комплексных разведывательных мероприятий, психологической обработки гражданского населения, установления доверительных отношений с местными элитами и т. п..

### Разведывательные мероприятия

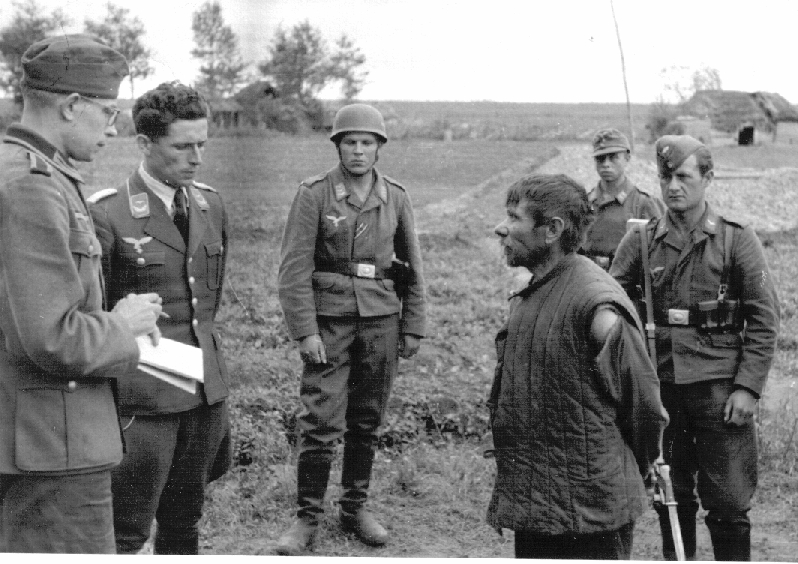
Германские парашютисты допрашивают пленного советского партизана. Новгородская область, лето 1942 года

В действиях против партизан отсутствие профессионально налаженной системы сбора разведданных, их систематического анализа и сопоставления может привести к катастрофическим последствиям. Некоторые эксперты отмечают, что основной сложностью может стать не столько сбор, сколько обработка информации ввиду её специфического представления (когда используются редкие языки, шифры, системы условных обозначений и т. п.) или просто большого объёма. Например, сохранились сведения, что в 1968 году разведывательный центр командования по оказанию военной помощи Вьетнаму ежемесячно получал до 3 миллионов страниц северовьетнамских документов. В настоящее время, ввиду глобальной информатизации общества, инсургенты всех видов не брезгуют телекоммуникационными сетями, интернетом и связанным с ними оснащением для того, чтобы обмениваться данными, пополнять ряды и распространять пропаганду. Это может обусловить необходимость привлечения к разведывательной деятельности большого количества технических специалистов.
Партизанские группы совсем не обязательно представляют собой боевые формации традиционного военного типа, чьи действия регламентируются служебными уставами и инструкциями, а структура имеет чётко выраженную специализацию, иерархию и штатный состав. На этапах зарождения партизанского движения его сторонники действуют подобно преступным элементам и стараются не связывать себя ничем. Спецслужбам зачастую нелегко получить информацию даже об их самых общих намерениях. Отличительной особенностью партизанских проявлений является их высокая способность к адаптации и приоритетность тактических целей над стратегическими. В силу этого применимость большей части широкого арсенала военной разведки оказывается крайне сомнительной, и на первое место выступают:
- методы криминалистики и судебной медицины,
- следственно-розыскные мероприятия, изучение мест преступления,
- анализ социального окружения партизан и их жертв,
- изучение финансовых следов преступлений и выявление их спонсоров,
- изучение регулярно повторяющихся паттернов в действиях дружественных сил, которые могут быть использованы партизанами,
- и т. д.

Таким образом, если во время традиционной войны фронтовым частям отводится главная роль, а разведывательным органам — роль их боевого обеспечения, то в действиях против инсургентов всё преображается с точностью до наоборот. Причём одной из самых приоритетных задач становится аналитическая работа, методы которой базируются на математических алгоритмах теории игр и анализа социальных сетей.
Целями ведения разведывательных мероприятий могут быть:
- поиск причин возникновения социальной напряжённости в обществе,
- определение состава и структуры партизанских сил, местоположения их баз, данных по их сторонникам и сочувствующим,
- выяснение симпатий местного населения,
- выяснение внешних источников поддержки у партизан,
- выяснение климатогеографической специфики каждого района боевых действий,
- и др.

Особенную ценность имеет информация о:
- идеологии местного населения и степени поддержки, которую оно готово оказать повстанцам,
- повстанческой логистической сети,
- объектах потенциальных диверсий и террористических актов,
- системе идентификации у партизан,
- средствах и методах партизанской пропаганды.

По мнению американских специалистов, разведывательная деятельность против иррегулярных формирований может быть основана на ряде традиционных наработок, например:
- разведка в условиях враждебности всего местного окружения, как правило, начинается с выявления общественных фракций или социальных групп, которые по каким-либо причинам имеют плохие отношения с повстанцами,
- признаками того, что жители какой-либо местности симпатизируют повстанцам, является их свобода перемещения по окрестностям без соблюдения мер безопасности,
- партизанские базы следует искать в таких местах, которые прикрыты от разведки с воздуха, позволяют легко контролировать подходы и обороняться, имеют источник свежей воды и удобные пути отхода,
- признаками готовящегося нападения на какое-либо место обычно является повышенная активность вокруг него партизанских сил, пропаганда и «образовательные» лекции в соседних населённых пунктах, появление большого количества патрулей и засад, похищения местных лидеров и т. п.
- и др.

### Ликвидация ключевых фигур
Как правило, комплектование партизанских формирований происходит на добровольных началах, основываясь только на собственных политических убеждениях и личной мотивации граждан. Дисциплина и боевая готовность держатся исключительно на авторитете полевого командира. Для ведения успешных боевых действий полевой командир обязан быть сильной личностью, обладающей харизмой, умеющей подчинить себе состав партизанского формирования и добиться беспрекословного выполнения приказов, связанных с риском для жизни и здоровья. Фактически вся эффективность партизанского отряда зависит от командира:

…Эффективность всего партизанского движения в первую очередь почти целиком зависела от каждого в отдельности командира бригады…— Советские партизаны. Легенда и действительность. 1941-1944
В отличие от партизанских отрядов, в регулярных войсках иерархия подчинённости, обязанности и права должностных лиц, а также нормы соблюдения дисциплины прописаны нормативно-правовыми актами в виде воинских уставов. Военнослужащие, находящиеся на действительной службе, выполняют приказы и приказания согласно принятой ими воинской присяге. Нарушение воинской присяги и воинских уставов влечёт за собой уголовную ответственность. В регулярных войсках принуждение военнослужащих к выполнению приказов, связанных с риском для жизни и здоровья, подкрепляется законодательной и судебной системами государства.
Прописанные в воинских уставах обязанности и права командного состава институциализированы и позволяют в условиях боя замещать потери должностных лиц во всех звеньях управления. Для этого в уставах закреплены должности заместителя командира (начальника), начиная с нижнего тактического звена взвод (заместитель командира взвода).
Партизанско-повстанческие движения редко обладают такими структурными свойствами. В связи с этим в многовековой истории борьбы с партизанскими выступлениями очень эффективным средством считалось и считается физическое уничтожение либо захват в плен лидеров (полевых командиров). Как показывает опыт, при потере инициативного руководства образуется вакуум власти и боеспособность партизанских отрядов резко падает. В некоторых случаях устранение лидера сопровождалось прекращением дальнейшего существования партизанского отряда либо его расколом на несколько групп. К аналогичным результатам иногда может также привести уничтожение ключевых специалистов (экспертов по логистике, связям с общественностью, подрывников, финансистов и т. д.). В западной литературе данный подход получил название англ. High-Value Targeting.
Методы устранения полевых командиров могут быть разнообразными. Все они требуют наличия в партизанском отряде нелегальных правительственных агентов, задачей которых может являться:
- осуществление убийства лидера;
- информирование правительственных войск о точном местонахождении лидера с целью окружения и захвата либо нанесения удара (авиационного, ракетного или артиллерийского);
- вброс дезинформации с целью провоцирования ошибочных действий и завлечения лидера в засаду;
- морально-психологическая работа по расколу командного состава партизанского отряда и ведению сепаратных договоров некоторых партизанских командиров с властями.

Имеются случаи успешной ликвидации полевых командиров по информации, полученной в ходе допросов пленённых партизан.
Примерами успешной ликвидации полевых командиров служат следующие события:
- пленение и казнь Че Гевары 9 октября 1967 года — произошло по предательству в ходе допроса пленённого сподвижника Сиро Бустоса, выдавшего месторасположение партизанского отряда[128];
- ликвидация Хаттаба 19 апреля 2002 года — был отравлен своим помощником, завербованным спецслужбами[129];
- ликвидация Шамиля Басаева 10 июля 2006 года — по некоторым данным, ликвидация произошла благодаря вбросу дезинформации через нелегального агента в окружении Басаева[130]; поскольку ликвидация достигла успеха вслед за продолжительной кампанией по уничтожению предшественников Басаева, после его смерти уже никто не рвался занять освободившееся место[131].
- уничтожение ряда главарей ИГИЛ в Сирии 4 декабря 2015 года — по официальным данным, оно стало возможным благодаря информации от агентуры, сообщившей о месте переговоров, по которому ВКС России нанесли бомбовый удар[132].

Тем не менее в современной практике отмечен ряд случаев, когда прицельное выбивание ярких личностей в повстанческом движении не оказывает значимого эффекта на его активность. Причины подобных ситуаций могут быть самыми разнообразными, например в случае с религиозным движением «Талибан» сказалась эгалитарная сущность данной организации, созданной под влиянием афганских родоплеменных отношений. В случае с «Аль-Каидой» невысокая эффективность данного подхода была обусловлена тем, что её руководство делегировало часть своих оперативных полномочий местным полевым командирам. Последовательное уничтожение израильтянами представителей руководящего состава движений ХАМАС и «Хезболла» тоже не принесло ожидаемых дивидендов ввиду отработанной системы по преемственности власти и общего децентрализованного характера этих организаций. Применение американским контингентом этой методики во время войны в Ираке (например, уничтожение Абу Мусаба аз-Заркави) вызвало только отчуждение местного населения и не привело ни к какому сколько-либо значимому спаду числа террористических атак.

### Привлечение партизанских отрядов на свою сторону
В ходе многочисленных войн отмечены случаи, когда властям удавалось привлечь на свою сторону часть партизанских отрядов.
Как правило, это происходило в результате усиления боевых действий правительственных войск и иных войск союзных им государств против партизанских отрядов. Из-за высоких потерь и осознания возможности полного разгрома некоторые командиры партизанских отрядов соглашались на сотрудничество с властями в обмен на полное снятие уголовного преследования. Также часто причинами служили столкновения интересов (межусобицы/междоусобицы) лидеров партизанского движения и межэтнические разногласия.
Сотрудничество примкнувших к властям бывших партизан могло выражаться в двух вариантах:
- участие на стороне правительственных войск в боях с другими партизанскими отрядами,
- организация местной самообороны на определённой территории с целью недопущения на ней и прохода через неё других партизанских отрядов.

К примеру, в ходе Афганской войны командир 860-го отдельного мотострелкового полка полковник Лев Рохлин, чей полк выполнял стратегическую задачу по блокированию Ваханского коридора, в 1983 году принял самостоятельное решение по привлечению на свою сторону полевого командира Пахлавана. Передав ему трофейное вооружение, боеприпасы, медикаменты и продовольствие, Рохлин сумел его склонить на свою сторону. Пахлаван по договорённости с Рохлиным организовал самооборону подконтрольного ему района, не допуская на его территорию формирования других моджахедов, чем помог частично высвободить подразделения полка из сторожевого охранения.

### Психологические операции
Понимание психологических аспектов партизанских действий зачастую становится определяющим фактором успеха. В большинстве случаев стресс противозаконной деятельности откладывает серьёзный отпечаток на физическом и психологическом состоянии инсургентов. Нужно иметь очень серьёзную мотивацию, чтобы продолжать партизанскую борьбу, являясь объектом безостановочной охоты и постоянно находясь в бегах. Острое чувство незащищённости, отсутствие минимальных удобств, пищи и своевременной медпомощи способны постепенно разрушить волю к победе даже у самых закалённых бойцов. Именно в силу этих причин предложение забыть про совершённые проступки в обмен на прекращение борьбы оказывается таким эффективным средством против повстанцев.
Помимо этого, психологические операции проводятся в целях завоевания расположения местных гражданских лиц, однако ничто не препятствует использованию методов психологической войны и против повстанцев. Западные (британские и американские) руководства располагают огромным арсеналом приёмов, которые чаще всего нацеливаются на партизан рядового состава с целью посеять среди них раздор и недоверие к лидерам движения. Например:
- фабрикация в партизанских документах фрагментов, которые предписывают бойцам соблазнять местных девушек или пытать гражданских лиц с особой жестокостью;
- доведение до сведения партизан дезинформации об изменниках в их рядах, что приводит к потере внутреннего единства и даже конфликтам; к аналогичному результату может привести и публичное объяснение любых своих успехов предательством среди партизан, что заставит их искать виноватых в своём лагере[139];
- распространение слухов, что партизаны якобы систематически ликвидируют своих раненых соратников для того, чтобы не обременять себя лишними неудобствами;
- распространение материалов порнографического содержания, в которых фигурируют лидеры повстанцев, якобы застигнутые врасплох с несовершеннолетними девочками или мальчиками; эффективность данного способа определяется особо острой восприимчивостью мужской психики к информации, поданной в виде визуального ряда с сексуальным подтекстом;
- подбрасывание партизанам фальшивых денег, что быстро сказывается на престиже всего движения в целом, особенно тогда, когда те, с кем расплатились такой валютой, оказываются за решёткой;
- если повстанцам удалось успешно похитить большое количество денег, то в публичной сфере есть смысл объявить похищенную сумму сильно завышенной, что заставит партизанское руководство выяснять причины «недостачи» средств[139];
- и т. д.

Комбинируя дискредитацию партизанского руководства с предложением амнистии для рядовых бойцов, которая даст им шанс реинтегрироваться в мирное общество, возможно качественным образом подорвать антиправительственную деятельность.

### Военно-силовые мероприятия

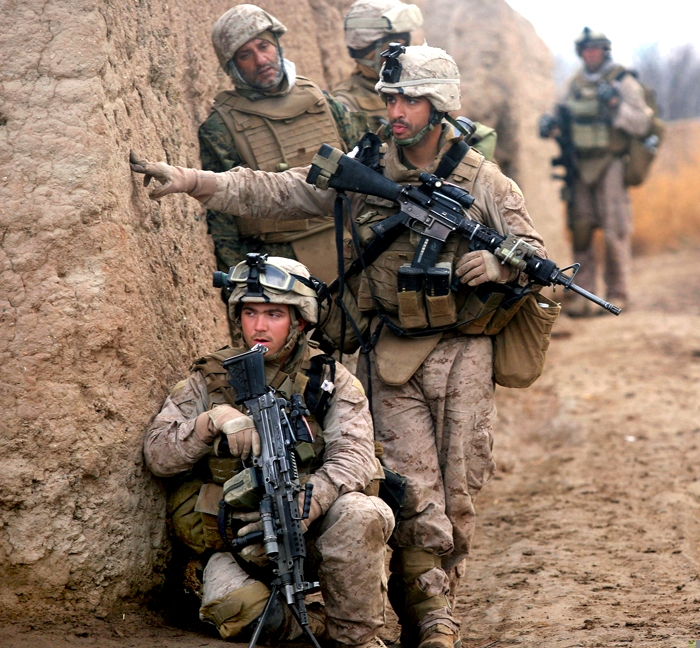
Морские пехотинцы США и солдаты правительственных войск Афганистана на совместном рейде против партизан.
Афганистан. 2010 год

Специфика силовых операций против партизан накладывает дополнительные требования к подготовке личного состава. Одним из главнейших считается выработка навыков по распознаванию вражеских элементов среди нейтральных гражданских лиц. Неумение это сделать имеет шансы создать нежелательные эксцессы, провоцирующие вступление в конфликт на стороне партизан обозлённого местного населения.
Ещё более жёсткие требования противопартизанская война предъявляет к уровню квалификации командного состава младшего звена, который должен быть готов действовать нестандартно и гибко, зачастую выполняя полицейские, административные, дипломатические и иные функции. В его распоряжении должны быть предоставлены средства и ресурсы для вкладывания их в развитие отношений с местным населением с учётом не только военной, но и политической обстановки.
Основой военно-силового арсенала в контрпартизанской борьбе любого вида являются:
- организация глубоких поисков на неподконтрольной территории для выявления партизанских отрядов и их пособников,
- установление плотного контроля над периметром района боевых действий, его окружение (блокирование),
- прикрытие ключевых районов минными полями, инженерными заграждениями и системами сигнализации,
- выставление сторожевого охранения, охрана дорог и въездов в населённые пункты, ограничение передвижения и контроль за перемещением транспорта и людей на дорогах и в населённых пунктах в зоне активности партизанских отрядов,
- создание ложных партизанских отрядов — из сотрудников правоохранительных органов или военнослужащих создаются группы, имитирующие антиправительственную деятельность для установления контакта с настоящими партизанами,
- подготовка отрядов местного ополчения, которые хорошо знакомы с природно-географическими условиями и традициями общества.

Целями этих действий могут быть:
- установление контроля над местной ресурсной базой с целью недопущения к ней партизан и их сторонников,
- уничтожение ключевых фигур в партизанском сопротивлении (см., например, обстоятельства смерти Че Гевары или Карлоса Маригеллы),
- децентрализация противника, разобщение партизанских группировок с целью недопущения создания единого командования и обеспечения координации совместных действий,
- провоцирование дезинформацией партизанских отрядов на акции против военных и государственных объектов с целью завлечения их в засаду с последующим уничтожением,
- изоляция партизанских отрядов от источников снабжения продовольствием, вооружением и боеприпасами как внутри государства, так и вне его границ,
- принуждение партизанских групп к постоянному перемещению с целью пресечения их доступа к сочувствующим лицам, местам удобного отдыха и тайникам,
- подрыв морального состояния внутри партизанских отрядов.

Исходя из опыта американских специалистов, практически всегда успешность силовых противопартизанских акций определялась следующим:
- мобильностью имеющихся сил, которая превосходит подвижность партизанских отрядов,
- умением младшего командного состава работать в малых группах и руководить ими,
- всесторонним разведывательным обеспечением из самых разных источников.
- наличие компактных групп спецназа, которые имеют возможность долгое время действовать в отрыве от своих сил для того, чтобы отслеживать партизан.

### Режимные мероприятия
- Введение местного комендантского управления — введение комендантского часа, выдача пропусков и документов для перемещения в режимной зоне, запрет передвижений в определённых районах, установление запретных зон, контроль за производством, хранением и распределением оружия, взрывчатых веществ, продуктов питания и медикаментов[142]
- Установление жёсткого контроля за государственными границами[145], морским побережьем[146] и всеми важными транспортными узлами в режимной зоне[147].

### Работа с местным населением
- Агитационная работа с местным населением — проведение контрпартизанской агитации с целью дискредитации партизан и повышения лояльности к режиму[1].
- Пропаганда среди местного населения положительного образа государства и его вооружённых сил; дискредитация партизанского движения.
- Агентурная работа органов государственной безопасности (тайной полиции) — набор тайных агентов среди местного населения, которые служат осведомителями либо в качестве лазутчиков отправляются в партизанские отряды.
- Создание отрядов местной самообороны — вооружение государством жителей, проявивших лояльность режиму и помощь в организации собственных вооружённых отрядов по защите населённых пунктов от партизан. Крайний метод, применяющийся при недостаточности войск, задействованных в контрпартизанской войне.

### Карательные акции

Убитое мужское население Лидице, обвинённое в поддержке партизан.
Чехия, 1942 год

Фактически ни одна контрпартизанская война в военной истории не обходилась без применения карательных мер по отношению к местному населению, проживающему на территории, где имелось либо имеется партизанское движение. Как правило, карательные акции устраиваются не как самоцель, а для доведения до сведения широких народных масс некоего очень конкретного смысла. По заключению западных специалистов, сдерживающий фактор перспективы применения силы эффективен только против тех сторон конфликта, которые представлены в виде хорошо организованных форм (государство, вооружённые силы и т. п.), в то время как против примитивного или едва организованного противника (племенное ополчение, повстанцы, партизаны и т. п.) демонстрация перспективы насилия редко даёт нужный эффект и не остаётся других методов, кроме насилия, как такового.
Проявляться карательные меры могут в различной форме:
- взятие заложников среди местного населения с выставлением партизанам требования о сдаче в плен в обмен на сохранение жизни заложникам,
- демонстративная казнь, тюремное заключение либо ссылка гражданских лиц, признанных виновными в пособничестве партизанам, либо состоящих в родстве с партизанами,
- уничтожение жилищ и целых населённых пунктов с изгнанием всех мирных жителей либо их массовым убийством, которые, по мнению оккупационного режима, поддерживают партизан,
- пытки и убийства мирных жителей с целью запугивания от пособничества партизанам.

Примерами карательных мер по отношению к мирным жителям в районах активности партизан, вызвавших широкий общественный резонанс, служат:
- Убийство 257 жителей села Ивановка в России, возрастом от полутора до 96 лет (большая часть была расстреляна из пулемётов, 38 — загнаны в амбар и сожжены заживо), в 1919 году.
- убийство 172 жителей посёлка Лидице (всё мужское население старше 15 лет) в Чехии в 1942 году.
- убийство 149 жителей деревни Хатынь в Белоруссии в 1943 году.
- убийство 642 жителей посёлка Орадур-сюр-Глан во Франции в 1944 году.
- убийство более 500 жителей деревни Сонгми во Вьетнаме в 1968 году.

## Использованная литература
- Дробязко С., Каращук А. Введение // Восточные добровольцы в вермахте, полиции и СС. — М.: АСТ, 2001. — 48 с. — ISBN 5-17-000068-5.
- Дроговоз И. Г. Англо-бурская война 1899—1902 гг. — Минск: Харвест, 2004. — 400 с. — (Военно-историческая библиотека). — ISBN 985-13-1817-5.
- Жуков Д. Германские оккупационные органы на территории СССР: структура и юрисдикция (рус.) // Журнал российских и восточноевропейских исторических исследований : журнал. — 2010. — Июль-декабрь (№ 2-3). — С. 38-44. Архивировано 1 апреля 2016 года.
- Жуков Д., Ковтун И. Охота на «бандитов» // Охотники за партизанами. Бригада Дирлевангера. — Вече, 2013. — С. 358. — 464 с. — ISBN 978-5-4444-1257-2.
- Маригелла К. Бразильская герилья (Краткий учебник городского партизана).
- Олейников А. Партизаны и Каратели. — Рига: Торнадо, 1997. — 47 p.
- Пишенков А. А. Штрафники СС. Зондеркоманда «Дирлевангер». — М.: Яуза-Пресс, 2009. — 320 с. — ISBN 978-5-9955-0050-6.
- Смыслов О. С. Украинские националисты: Бандеровцы, Мельниковцы, Бульбовцы // «Пятая колонна» Гитлера. От Кутепова до Власова. — Вече, 2004. — P. 512. — ISBN 5-9533-0322-X.
- Соколов Б. В. «Сурово и беспощадно»: удушливые газы для тамбовских крестьян // Михаил Тухачевский: жизнь и смерть «Красного маршала». — Смоленск: Русич, 1999. — ISBN 5-88590-956-3.
- Тарас А. Е. Малая война. Организация и тактика боевых действий малых подразделений. — Минск: Харвест, 1998. — 509 с. — ISBN 985-13-1675-X.
- Федченко Ф. Национальная Гвардия Украины (2014) (рус.) // Зарубежное военное обозрение : журнал. — 2014. — Август (№ 8). — С. 45-55. — ISSN 0134-921X.
- Цветков А., Васкис Я. «Контрпартизанская» борьба по взглядам военных специалистов НАТО (рус.) // Зарубежное военное обозрение : журнал. — 1977. — Июль (№ 7). — ISSN 0134-921X.
- Цветков В. Ж. Белое дело в России. 1919 г. (формирование и эволюция политических структур Белого движения в России). — 1-е. — М.: Посев, 2009. — С. 112. — 636 с. — ISBN 978-5-85824-184-3.
- Чикишев А. Спецназ в Афганистане. — 2004. — 318 с. — ISBN 5-94849-599-X.
- Чуйков В. И. Теневая стратегия Мао Цзэдуна // Миссия в Китае. — Воениздат. — М., 1983. — 252 с.
- Методическое пособие. Способы действий незаконных вооруженных формирований и общие принципы контрпартизанской войны. / РОГ ВВ МВД РФ в СКР. — Ханкала, 2001. — 55 с. Архивировано 4 марта 2016 года.
- Противопартизанские (противоповстанческие) действия // Военная энциклопедия / С. Б. Иванов. — М.: Военное издательство, 2003. — Т. 7. — С. 51. — ISBN 5-203-01874-X.
- Украинские националистические организации в годы Второй мировой войны. Документы. В двух томах / Под ред. А. Н. Артизова. — Москва: Российская политическая энциклопедия, 2012. — Т. 1. — 878 с. — ISBN 978-5-8243-1676-6.
- Bartholomees J. B. Theory of Victory (англ.) // Parameters : сборник. — 2008. — P. 25-36.
- Baxter P. Selous Scouts. Rhodesian Counter-Insurgency Specialists. — Nelion & Company Ltd., 2011. — P. 149. — ISBN 978-1-907677-38-0.
- Coogan T. P. The Year of Terror // Michael Collins: A biography. — Palgrave Macmillan, 2002. — P. 150. — 510 p. — ISBN 0-312-29511-1.
- Ellis J. A Short History of Guerrilla Warfare. — New York: St. Martin's Press, 1976.
- Frankel M. The ABCs of HVT: Key Lessons from High Value Targeting Campaigns Against Insurgents and Terrorists // Studies in Conflict & Terrorism : журнал. — 2011. — Январь (№ 34). — С. 17-30. — ISSN 1057-610X. — doi:10.1080/1057610X.2011.531456.
- Galula D. Counterinsurgency Warfare: Theory and Practice. — Praeger Security International, 2006. — ISBN 0-275-99269-1.
- Giliomee H., Giliomee H. B. The Afrikaners: Biography of a People. — C. Hurst & Co. Publishers, 2003. — P. 698. — ISBN 9781850657149.
- Graham S. Cities Under Siege: The New Military Urbanism. — London, New York: Verso, 2010. — ISBN 9781844678365.
- Griffin M. C. Rethinking Victory In Counterinsurgency. — Carlisle Barracks, PA: The United States Army War College, 2014. — ISBN 978-0-9894393-8-1.
- Joes A. J. Urban Guerrilla Warefare. — The University Press of Kentucky, 2007. — 222 p. — ISBN 978-0-8131-2437-7.
- Johnson K. A. A Reevaluation of the Combined Action Program as a Counterinsurgency Tool. — SEST-730-04. — Georgetown University, 2008.
- Mao Tse-tung. On Guerilla Warfare / Sullivan M.P.. — Department Of the Navy, Headquarters US Marine Corps, Washington DC: U.S. Marine Corps, 1989. — P. 128.
- Martin G. Counterterrorism: The Options // Understanding Terrorism. Challenges, Perspectives and Issues. — 4th. — SAGE Publications Inc., 2013. — ISBN 978-1-4522-0582-3.
- McEvoy J. The Politics of Northern Ireland. — Edinburgh University Press, 2008. — 194 p. — ISBN 9780748625017.
- Newbery S. Intelligence and Controversial British Interrogation Techniques: the Northern Ireland Case, 1971–2 (англ.) // Irish Studies in International Affairs : журнал. — 2009. — Т. 20. — С. 103-119. — doi:10.3318/ISIA.2009.20.103.
- Newton B. D. Punishment, Revenge, and Retribution:  A Historical Analysis of Punitive Operations. — Fort Leavenworth, Kansas: School of Advanced Military Studies, United States Army Command and General Staff College, AY 04-05. — 61 p.
- Pakenham T. The Boer War. — Random House, 1979. — P. 718. — ISBN 0394427424.
- Paul C., Clarke C. P., Grill B. Preface // Victory Has a Thousand Fathers. Sources of Success in Counterinsurgency. — RAND Corporation. — National Defense Research Institute, 2010. — ISBN 978-0-8330-4961-2.
- Perry W. L., Gordon J. Analytic Support to Intelligence in Counterinsurgencies. — RAND Corporation. — National Defense Research Institute, 2008. — P. 84. — ISBN 978-0-8330-4456-3.
- Powell L. Tactics, Combat Doctrine and Weapons // 1st Century AD Roman Soldier versus Germanic Warrior. — Oxford: Osprey Publishing, 2014. — P. 82. — ISBN 978-1-4728-0350-4.
- Rid T. Razzia: A Turning Point in Modern Strategy (недоступная ссылка — история) (англ.) // Terrorism and Political Violence. — 2009. — Т. 21, № 4. — С. 617-635. — doi:10.1080/09546550903153449.
- Ripley T. Security Forces in Northern Ireland 1969-92. — Elite Series. — Osprey Publishing, 1993. — Vol. 44. — 64 p. — ISBN 9781855322783.
- Rosenau W., Long A. The Phoenix Program and Contemporary Counterinsurgency. — RAND Corporation. — National Defense Research Institute, 2009. — P. 27. — ISBN 978-0-8330-4745-8.
- Rudling P. A. 'They Defended Ukraine': The 14. Waffen-Grenadier-Division der SS (Galizische Nr. 1) Revisited (англ.) // Journal of Slavic Military Studies : журнал. — 2012. — Т. 25. — С. 329-368. — ISSN 1351-8046. — doi:10.1080/13518046.2012.705633.
- Shrader C. R. The French Armed Forces in Algeria // The First Helicopter War: Logistics and Mobility in Algeria, 1954-1962. — Greenwood Publishing Group, 1999. — P. 277. — ISBN 978-0275963880.
- Thompson L. Ragged War: The Story of Unconventional and Counter-Revolutionary Warfare. — London: Arms and Armour Press, 1994. — ISBN 1-85409-057-7.
- Thompson L. The Counter-Insurgency Manual. Tactics of the Anti-Guerilla Professionals. — London: Greenhill Books, 2002. — ISBN 1-85367-502-4.
- Tucker S. C. A Global Chronology of Conflict: From the Ancient World to the Modern Middle East. — ABC-CLIO, 2009. — P. 2777. — ISBN 9781851096725.
- Tucker S. C. World War I: The Definitive Encyclopedia and Document Collection. — ABC-CLIO, 2014. — P. 2307. — ISBN 9781851099658.
- Tumminello V. A Primer on Counterinsurgent Warfare (недоступная ссылка — история) (англ.) // Small Wars Journal : журнал. — 2016. — 5 август.
- Best Practices in Counterinsurgency. Making High-Value Targeting Operations an Effective Counterinsurgency Tool (C/NF). — Веб-сайт WikiLeaks: CIA Office of Transnational Issues, 2009.
- Counterinsurgency in Modern Warfare / D. Marston, C. Malkasian. — Oxford: Osprey Publishing, 2008. — P. 304. — ISBN 978 1 84603 281 3.
- Leave no Marks. Enhanced Interrogation Techniques and the Risk of Criminality. — Human Rights First & Physicians for Human Rights, 2007. — ISBN 1-879707-53-5. Архивировано 28 марта 2016 года.
- U.S. Government Counterinsurgency Guide. — Bureau of Political-Military Affairs, Department of State, 2014.
- Організація українських націоналістів і Українська повстанська армія: Історичні нариси / Кульчицький С.В.. — НАН України; Інститут історії України, 2005. — 495 с. — ISBN 966-00-0460-5.

## Дополнительные материалы

### Нормативные документы и руководства
- Наставления по антиповстанческим действиям. Антитеррористические операции в удалённых районах. Силы безопасности Родезии. militera.lib.ru (июнь 1975). Дата обращения: 14 ноября 2015.
- Полевой устав армии США № 90-8. Противопартизанские операции.
- British Army Field Manual. Volume 1. Countering Insurgency (англ.). Army Code 71876 (сентябрь 2009). Дата обращения: 2 мая 2016.
- Canadian Counter-insurgency Operations Manual (англ.). B-GL-323-004/FP-003. WikiLeaks (3 декабря 2008). Дата обращения: 2 мая 2016.
- FM 3-24 MCWP 3-33.5 Counterinsurgency (англ.). Headquarters Department of the Army, Washington, DC. United States Combined Arms Center (15 декабря 2006). Дата обращения: 26 апреля 2016.
- FM 3-24 MCWP 3-33.5 Insurgencies and Countering Insurgencies (англ.). Headquarters Department of the Army, Washington, DC (2 июня 2014). Дата обращения: 2 мая 2016.
- U.S. Army Small-Unit Operations in Afghanistan. Handbook. Tactics, Techniques, and Procedures. — U.S. UNCLASSIFIED REL NATO, GCTF, ISAF, MCFI, ABCA. — US Army Combined Arms Center, 2009. — P. 124.
- Birtle A. J. U.S. Army Counterinsurgency and Contingency Operations Doctrine 1942-1976. — Washington, D.C.: Center of Military History United States Army, 2006. — P. 588.